# Lista de jogos para Wii
|  |  |  |  |
|  |  |  |  |
|  |  |  |  |

Esta é uma lista de jogos disponíveis console de videogame Wii, organizado alfabeticamente por nome.
JP = Japão, PAL= Europa, NA = América do Norte
| Título                                                                                             | Produtor(es)                                     | Publicante(s)                                                                        | Ano  | JP | PAL | NA |
| -------------------------------------------------------------------------------------------------- | ------------------------------------------------ | ------------------------------------------------------------------------------------ | ---- | -- | --- | -- |
| 101-in-1 Party Megamix                                                                             | Nordcurrent                                      | Atlus                                                                                | 2009 |    |     | ✔  |
| A Boy and His Blob                                                                                 | WayForward Technologies                          | Majesco                                                                              | 2009 |    | ✔   | ✔  |
| ABBA You Can Dance                                                                                 | Harmonix Music Systems                           | Ubisoft                                                                              | 2011 |    | ✔   | ✔  |
| AC/DC Live: Rock Band Track Pack                                                                   | Harmonix Music Systems                           | MTV Games                                                                            | 2008 |    | ✔   | ✔  |
| Academy Of Champions: Soccer                                                                       | Ubisoft Vancouver                                | Ubisoft                                                                              | 2009 |    | ✔   | ✔  |
| Action Girlz Racing                                                                                | Data Design Int.                                 | Conspirancy Entertainment                                                            | 2008 |    | ✔   | ✔  |
| Active Life Explorer                                                                               | TBA                                              | Bandai                                                                               | 2010 | ✔  | ✔   | ✔  |
| Active Life: Extreme Challenge                                                                     | TBA                                              | Namco Bandai                                                                         | 2009 | ✔  | ✔   | ✔  |
| Active Life: Magical Carnival                                                                      | Bandai                                           | Bandai                                                                               | 2011 |    |     | ✔  |
| Active Life: Outdoor Challenge                                                                     | Namco Bandai                                     | Namco Bandai                                                                         | 2008 | ✔  | ✔   | ✔  |
| Agatha Christie: And Then There Were None                                                          | AWE Productions                                  | The Adventure Company                                                                | 2008 |    | ✔   | ✔  |
| Agatha Christie: Evil Under the Sun                                                                | AWE Productions                                  | The Adventure Company                                                                | 2008 |    | ✔   | ✔  |
| Aladdin Magic Rider                                                                                | Red Wagon                                        | Big Ben Interactive                                                                  | 2011 |    |     | ✔  |
| Alien Monster Bowling League                                                                       | TBA                                              | Destineer                                                                            | 2009 |    |     | ✔  |
| Alien Syndrome                                                                                     | Totally Games                                    | Sega                                                                                 | 2007 |    | ✔   | ✔  |
| All Star Cheer Squad                                                                               | Gorilla Systems Corp.                            | THQ                                                                                  | 2008 |    | ✔   | ✔  |
| Alone in the Dark                                                                                  | Hydravision Entertainment                        | Atari                                                                                | 2008 |    | ✔   | ✔  |
| Alvin and the Chipmunks                                                                            | Sensory Sweep Studios                            | Brash Entertainment                                                                  | 2007 |    | ✔   | ✔  |
| Alvin and the Chipmunks: The Squeakquel                                                            | ImaginEngine                                     | Majesco                                                                              | 2009 |    |     | ✔  |
| American Mensa Academy!                                                                            |                                                  | Maximum Games                                                                        | 2012 |    | ✔   | ✔  |
| AMF Bowling Pinbusters!                                                                            | Mud Duck Productions                             | Atomic Planet Ent.                                                                   | 2007 |    | ✔   | ✔  |
| AMF Bowling World Lanes                                                                            | Vir2L Studios                                    | Bethesda Softworks                                                                   | 2008 |    | ✔   | ✔  |
| Anima: Ark of Sinners                                                                              | TBA                                              | Anima Game Studio                                                                    | TBA  |    |     | ✔  |
| Animal Crossing: City Folk                                                                         | TBA                                              | Nintendo                                                                             | 2008 | ✔  | ✔   | ✔  |
| Animal Kingdom: Wildlife Expedition                                                                | TBA                                              | Natsume                                                                              | 2009 |    |     | ✔  |
| Animal Planet: Vet Life                                                                            | Activision Bliz                                  | Activision                                                                           | 2009 |    |     | ✔  |
| Anubis II                                                                                          | Data Design Interactive                          | UFO Interactive                                                                      | 2007 |    | ✔   | ✔  |
| Arc Rise Fantasia                                                                                  | Image Epoch                                      | Ignition Entertainment                                                               | 2010 | ✔  | ✔   | ✔  |
| Arcade Shooting Gallery                                                                            | TBA                                              | Zoo Games                                                                            | 2009 |    |     | ✔  |
| Arcade Zone                                                                                        | TBA                                              | Activision                                                                           | 2009 |    |     | ✔  |
| Arctic Tale                                                                                        | Atomic Planet                                    | Destination Software                                                                 | 2007 |    | ✔   | ✔  |
| Are You Smarter Than A 5th Grader?: Back to School                                                 | TBA                                              | THQ                                                                                  | 2009 |    |     | ✔  |
| Are You Smarter Than a 5th Grader?: Make the Grade                                                 | TBA                                              | THQ                                                                                  | 2008 |    |     | ✔  |
| Army Men: Soldiers of Misfortune                                                                   | Big Blue Bubble                                  | DSI Ganes                                                                            | 2008 |    | ✔   | ✔  |
| Attack of the Movies 3D                                                                            | TBA                                              | Majesco Games                                                                        | 2010 |    |     | ✔  |
| ATV Quad Kings                                                                                     | TBA                                              | Zoo Games                                                                            | 2009 |    |     | ✔  |
| Avatar: The Last Airbender                                                                         | AWE Games                                        | THQ                                                                                  | 2006 |    | ✔   | ✔  |
| Avatar: The Last Airbender – Into the Inferno                                                      | THQ Australia                                    | THQ                                                                                  | 2008 |    | ✔   | ✔  |
| Avatar: The Last Airbender – The Burning Earth                                                     | THQ                                              | THQ                                                                                  | 2007 |    | ✔   | ✔  |
| Babysitting Mama                                                                                   |                                                  | Majesco Entertainment                                                                | 2010 |    |     | ✔  |
| Back To the Future: The Game                                                                       |                                                  | Telltale Games                                                                       | 2011 |    | ✔   | ✔  |
| Backyard Baseball 2010                                                                             |                                                  | Atari                                                                                | 2009 |    |     | ✔  |
| Backyard Football                                                                                  |                                                  | Atari                                                                                | 2007 |    |     | ✔  |
| Backyard Football '09                                                                              |                                                  | Atari                                                                                | 2008 |    |     | ✔  |
| Backyard Football '10                                                                              |                                                  | Atari                                                                                | 2009 |    |     | ✔  |
| Bakugan Battle Brawlers                                                                            |                                                  | Activision                                                                           | 2009 |    |     | ✔  |
| Bakugan Defenders of the Core                                                                      |                                                  | Activision                                                                           | 2010 |    |     | ✔  |
| Balloon Pop Pop!PAL                                                                                |                                                  | UFO Interactive                                                                      | 2008 | ✔  | ✔   | ✔  |
| Balls of Fury                                                                                      |                                                  | Destination Software Zoo Digital PublishingPAL                                       | 2007 |    | ✔   | ✔  |
| Band Hero                                                                                          |                                                  | Activision                                                                           | 2009 |    |     | ✔  |
| Barbie and The 3 Musketeers                                                                        |                                                  | Activision                                                                           | 2009 |    |     | ✔  |
| Barbie Horse Adventure: Summer Camp                                                                |                                                  | Activision                                                                           | 2008 |    | ✔   | ✔  |
| Barbie as the Island Princess                                                                      |                                                  | Activision                                                                           | 2007 |    | ✔   | ✔  |
| Barbie Jet,Set & Style                                                                             |                                                  | THQ                                                                                  | 2011 |    | ✔   | ✔  |
| Baroque                                                                                            |                                                  | Atlus Rising Star GamesPAL                                                           | 2008 | ✔  | ✔   | ✔  |
| Baseball Blast!                                                                                    |                                                  | Take-Two Interactive                                                                 | 2009 |    |     | ✔  |
| Bass Pro Shops: The Strike                                                                         |                                                  | Psyclone                                                                             | 2009 |    |     | ✔  |
| Batman: The Brave and the Bold                                                                     |                                                  | Warner Bros                                                                          | 2010 |    | ✔   | ✔  |
| Battalion Wars 2                                                                                   |                                                  | Nintendo                                                                             | 2007 | ✔  | ✔   | ✔  |
| Battle of the Bands                                                                                |                                                  | THQ                                                                                  | 2008 |    | ✔   | ✔  |
| Battle Rage: The Robot Wars                                                                        |                                                  | Data Design Interactive                                                              | 2008 |    | ✔   | ✔  |
| Battleship                                                                                         |                                                  | Activision                                                                           | 2012 |    | ✔   | ✔  |
| Beastly                                                                                            |                                                  | Storm City Games                                                                     | 2010 |    | ✔   |    |
| Bee Movie Game                                                                                     |                                                  | Activision                                                                           | 2007 |    | ✔   | ✔  |
| Ben 10 Alien Force: Vilgax Attacks                                                                 | Papaya Studio e 1st Playable Productions         | D3 Publisher                                                                         | 2009 |    |     | ✔  |
| Ben 10: Galacting Racing                                                                           |                                                  | D3Publisher of America                                                               | 2011 |    |     | ✔  |
| Ben 10: Protector of Earth                                                                         | High Voltage Software e 1st Playable Productions | D3 Publisher                                                                         | 2007 |    | ✔   | ✔  |
| Ben 10 Ultimate Alien: Cosmic Destruction                                                          | D3 Publisher                                     | Papaya Studio e Griptonite Games                                                     | 2010 |    | ✔   | ✔  |
| Bermuda Triangle: Saving the Coral                                                                 |                                                  | Storm City Games                                                                     | 2000 |    | ✔   | ✔  |
| Big Beach Sports                                                                                   |                                                  | THQ                                                                                  | 2008 |    | ✔   | ✔  |
| Big Brain Academy: Wii Degree                                                                      |                                                  | Nintendo                                                                             | 2007 | ✔  | ✔   | ✔  |
| Big League Sports World Championship SportsPAL                                                     |                                                  | Activision                                                                           | 2008 |    |     | ✔  |
| Big League Sports: Summer                                                                          |                                                  | Activision                                                                           | 2009 |    |     | ✔  |
| Big Time Rush: Dance Party                                                                         |                                                  | GameMil Entertainment                                                                | 2012 |    | ✔   | ✔  |
| BigFoot                                                                                            |                                                  | Zoo Games                                                                            | 2008 |    |     | ✔  |
| Billy the Wizard: Rocket Broomstick Racing                                                         |                                                  | Conspiracy Entertainment Data Design InteractivePAL                                  | 2007 |    | ✔   | ✔  |
| Bionicle Heroes                                                                                    |                                                  | Eidos Interactive                                                                    | 2007 |    | ✔   | ✔  |
| Birthday Party Bash                                                                                |                                                  | Take-Two Interactive                                                                 | 2009 |    |     | ✔  |
| Big Beach Sports                                                                                   |                                                  | THQ                                                                                  | 2008 |    | ✔   | ✔  |
| Bit Trip Complete                                                                                  |                                                  | Aksys Games                                                                          | 2011 |    | ✔   | ✔  |
| Blast Works: Build, Trade, Destroy Blast Works: Build, Fuse, DestroyPAL                            |                                                  | Majesco                                                                              | 2008 |    | ✔   | ✔  |
| Blazing Angels: Squadrons of WWII                                                                  |                                                  | Ubisoft                                                                              | 2007 |    | ✔   | ✔  |
| Bleach: Shattered Blade                                                                            |                                                  | Sega                                                                                 | 2006 | ✔  | ✔   | ✔  |
| Bleach VS Crusade                                                                                  |                                                  | Sega                                                                                 | 2008 | ✔  |     |    |
| Block Party: 20 Games                                                                              |                                                  | Activision                                                                           | 2008 |    | ✔   | ✔  |
| Bomberman Land Wii                                                                                 |                                                  | Hudson Soft Rising Star GamesPAL                                                     | 2007 | ✔  | ✔   | ✔  |
| Boogie                                                                                             |                                                  | Electronic Arts                                                                      | 2007 |    | ✔   | ✔  |
| Boogie Superstar                                                                                   |                                                  | Electronic Arts                                                                      | 2008 |    | ✔   | ✔  |
| Boom Blox                                                                                          |                                                  | Electronic Arts                                                                      | 2008 | ✔  | ✔   | ✔  |
| Boom Blox Bash Party                                                                               |                                                  | Electronic Arts                                                                      | 2009 |    | ✔   | ✔  |
| Boot Camp Academy                                                                                  |                                                  | Zoo Games                                                                            | 2010 |    | ✔   | ✔  |
| Bratz: Girlz Really Rock!                                                                          |                                                  | THQ                                                                                  | 2008 |    | ✔   | ✔  |
| Bratz Kidz                                                                                         |                                                  | The Game Factory                                                                     | 2008 |    | ✔   | ✔  |
| Bratz: The Movie                                                                                   |                                                  | THQ                                                                                  | 2007 |    | ✔   | ✔  |
| Brave: A Warrior’s Tale for Wii                                                                    |                                                  | SouthPeak Interactive/Evolved Games                                                  | 2008 |    | ✔   | ✔  |
| Broken Sword: The Shadow of the Templar (Director's Cut)                                           |                                                  | Ubisoft                                                                              | 2009 |    | ✔   | ✔  |
| Brothers in Arms: Double Time                                                                      |                                                  | Ubisoft                                                                              | 2008 |    | ✔   | ✔  |
| Brunswick Pro Bowling                                                                              |                                                  | Crave Entertainment 505 GamesPAL                                                     | 2007 |    | ✔   | ✔  |
| Buck Fever                                                                                         |                                                  | Destineer                                                                            | 2009 |    |     | ✔  |
| Build-A-Bear Workshop: A Friend Fur All Seasons                                                    |                                                  | The Game Factory                                                                     | 2008 |    | ✔   | ✔  |
| Build 'N Race                                                                                      |                                                  | Zoo Games                                                                            | 2009 |    |     | ✔  |
| Build a Bear Workshop: A Friendly fur All Seasons                                                  |                                                  | Game Factory                                                                         | 2008 |    | ✔   | ✔  |
| Build a Bear Workshop: Friendship Valley                                                           |                                                  | Actvision                                                                            | 2010 |    | ✔   | ✔  |
| Bully: Scholarship Edition                                                                         |                                                  | Rockstar Games                                                                       | 2008 |    | ✔   | ✔  |
| Burger Island                                                                                      |                                                  | Destineer                                                                            | 2009 |    | ✔   | ✔  |
| Bust-A-Move Bash!                                                                                  |                                                  | Majesco 505 GamesPAL                                                                 | 2007 | ✔  | ✔   | ✔  |
| Cabela's Big Game Hunter                                                                           |                                                  | Activision                                                                           | 2007 |    | ✔   | ✔  |
| Cabela's Big Game Hunter 2010                                                                      |                                                  | Activision                                                                           | 2009 |    |     | ✔  |
| Cabela's Big Game Hunter 2012                                                                      |                                                  | Activision                                                                           | 2012 |    |     | ✔  |
| Cabela's Dangerous Hunts 2009                                                                      |                                                  | Activision                                                                           | 2009 |    |     | ✔  |
| Cabela's Dangerous Hunts 2013                                                                      |                                                  | Activision                                                                           | 2013 |    |     | ✔  |
| Cabela's Hunting Expeditions                                                                       |                                                  | Activision                                                                           | 2012 |    |     | ✔  |
| Cabela's Legendary Adventures                                                                      |                                                  | Activision                                                                           | 2008 |    |     | ✔  |
| Cabela's Outdoor Adventures 2010                                                                   |                                                  | Activision                                                                           | 2009 |    |     | ✔  |
| Cabela's Survival: Shadows of Katmai                                                               |                                                  | Activision                                                                           | 2011 |    |     | ✔  |
| Cabela's Trophy Bucks                                                                              |                                                  | Activision                                                                           | 2008 |    | ✔   | ✔  |
| Cake Mania: In the Mix!                                                                            |                                                  | Majesco                                                                              | 2008 |    |     | ✔  |
| Call of Duty 3                                                                                     |                                                  | Activision                                                                           | 2006 |    | ✔   | ✔  |
| Call of Duty: Black Ops                                                                            |                                                  | Activision                                                                           | 2010 |    |     |    |
| Call of Duty: Modern Warfare 3                                                                     |                                                  | Activision                                                                           | 2011 |    | ✔   | ✔  |
| Call of Duty: Modern Warfare: Reflex Edition                                                       |                                                  | Activision                                                                           | 2009 |    | ✔   | ✔  |
| Call of Duty: World at War                                                                         |                                                  | Activision                                                                           | 2008 |    | ✔   | ✔  |
| Calling (video game)                                                                               | Hudson Soft                                      | Hudson Soft                                                                          | 2009 | ✔  | ✔   | ✔  |
| Calvin Tucker's Redneck Jamboree                                                                   |                                                  | Zoo Games                                                                            | 2008 |    | ✔   | ✔  |
| Candance Kane's Candy Factory                                                                      |                                                  | Destineer                                                                            | 2008 |    |     | ✔  |
| Captain America                                                                                    |                                                  | Sega                                                                                 | 2011 | ✔  |     |    |
| Carnival Games Carnival: Funfair GamesPAL                                                          |                                                  | Global Star Software                                                                 | 2007 |    | ✔   | ✔  |
| Carnival Games: Mini-Golf                                                                          |                                                  | 2K Play                                                                              | 2008 |    | ✔   | ✔  |
| Cars                                                                                               |                                                  | THQ                                                                                  | 2006 | ✔  | ✔   | ✔  |
| Cars 2                                                                                             |                                                  | Avalanche Software                                                                   | 2011 | ✔  | ✔   | ✔  |
| Cars Mater-National                                                                                |                                                  | THQ                                                                                  | 2007 |    | ✔   | ✔  |
| Cars Race-O-Rama                                                                                   |                                                  | THQ                                                                                  | 2009 |    |     | ✔  |
| Cars Toon Maters Tall Tales                                                                        |                                                  | THQ                                                                                  | 2006 | ✔  | ✔   | ✔  |
| Cartoon Network: Punch Time Explosion XL                                                           |                                                  | Creva Games                                                                          | 2011 | ✔  | ✔   | ✔  |
| Castle of Shikigami III                                                                            |                                                  | Arc System WorksJP Aksys Games                                                       | 2007 | ✔  |     | ✔  |
| Castlevania Judgment                                                                               | Eighting Konami                                  | Konami                                                                               | 2008 | ✔  | ✔   | ✔  |
| Cate West: The Vanishing Files                                                                     |                                                  | Destineer                                                                            | 2009 |    |     | ✔  |
| Centipede: Infestation                                                                             |                                                  | ATARI                                                                                | 2011 | ✔  | ✔   | ✔  |
| Championship Foosball Table FootballPAL                                                            |                                                  | 505 Games                                                                            | 2008 |    | ✔   | ✔  |
| Chaotic: Shadow Warriors                                                                           |                                                  | Activision                                                                           | 2009 |    |     | ✔  |
| Charm Girls Club: Pajama Party                                                                     |                                                  | Electronic Arts                                                                      | 2009 |    |     | ✔  |
| Chegger's Party Quiz                                                                               |                                                  | Oxygen Games                                                                         | 2007 |    | ✔   |    |
| Chevy Camaro: Wild Ride                                                                            |                                                  | Storm City Games                                                                     | 2010 |    |     | ✔  |
| Chicken Blaster                                                                                    |                                                  | Zoo Games                                                                            | 2009 |    |     | ✔  |
| Chicken Riot                                                                                       |                                                  | City Interactive                                                                     | 2010 |    |     | ✔  |
| Chicken Shoot                                                                                      |                                                  | Destination Software Zoo Digital PublishingPAL                                       | 2007 |    | ✔   | ✔  |
| CID The Dummy                                                                                      |                                                  | Oxygen Games                                                                         | 2009 |    |     | ✔  |
| Circus Games Funfair PartyPAL                                                                      |                                                  | Ubisoft                                                                              | 2008 |    |     | ✔  |
| Classic British Motor Racing                                                                       |                                                  | Data Design Interactive                                                              | 2007 |    | ✔   | ✔  |
| Cloudy With A Chance Of Meatballs                                                                  |                                                  | Ubisoft                                                                              | 2009 |    |     | ✔  |
| Cocoto Magic Circus                                                                                |                                                  | Conspiracy Entertainment Big Ben InteractivePAL                                      | 2008 |    |     | ✔  |
| Cocoto Kart Racer                                                                                  |                                                  | Conspiracy Entertainment                                                             | 2008 |    | ✔   | ✔  |
| Code Lyoko: Quest for Infinity                                                                     |                                                  | The Game Factory                                                                     | 2007 |    | ✔   | ✔  |
| Coldstone Creamery Scoop It Up                                                                     |                                                  | Zoo Games                                                                            | 2009 |    |     | ✔  |
| Conduit                                                                                            | High Voltage Software                            | Sega                                                                                 | 2009 |    | ✔   | ✔  |
| Conduit 2                                                                                          | High Voltage Software                            | Sega                                                                                 | 2011 |    | ✔   | ✔  |
| Cooking Mama: Cook Off                                                                             |                                                  | Majesco 505 GamesPAL                                                                 | 2007 | ✔  | ✔   | ✔  |
| Cooking Mama: World Kitchen                                                                        |                                                  | Majesco TaitoJP                                                                      | 2008 | ✔  | ✔   | ✔  |
| Coraline                                                                                           |                                                  | D3 Publisher                                                                         | 2009 |    | ✔   | ✔  |
| Cosmic Family                                                                                      |                                                  | Ubisoft                                                                              | 2007 |    | ✔   | ✔  |
| Counter Force                                                                                      |                                                  | Conspiracy Entertainment 505 GamesPAL                                                | 2007 |    | ✔   | ✔  |
| Cradle of Rome                                                                                     |                                                  | Destineer                                                                            | 2009 |    |     | ✔  |
| Country Dance                                                                                      |                                                  | GameMil Entertainment                                                                | 2011 |    | ✔   | ✔  |
| Country Dance 2                                                                                    |                                                  | GameMil Entertainment                                                                | 2011 |    | ✔   | ✔  |
| Country Dance Special Edition                                                                      |                                                  | GameMil Entertainment                                                                | 2012 |    | ✔   | ✔  |
| Cranium Kabookii                                                                                   |                                                  | Ubisoft                                                                              | 2007 |    | ✔   | ✔  |
| Crash: Mind Over Mutant                                                                            |                                                  | Sierra Entertainment                                                                 | 2008 |    | ✔   | ✔  |
| Crash Dummy Vs. The Evil D-Troit                                                                   |                                                  | Oxygen Interactive                                                                   | 2008 |    | ✔   |    |
| Crash of the Titans                                                                                |                                                  | Sierra Entertainment                                                                 | 2007 |    | ✔   | ✔  |
| Crayola Colorful Journey                                                                           |                                                  | Crave Entertainment                                                                  | 2009 |    |     | ✔  |
| Crayon Shin-chan: Saikyou Kazoku Kasukabe King Wii Shin chan ¡Las Nuevas Aventuras para Wii!PAL    |                                                  | Banpresto 505 Games/ProeinPAL                                                        | 2006 | ✔  | ✔   |    |
| Crazy Chicken Tales                                                                                |                                                  | Conspiracy                                                                           | 2010 |    |     | ✔  |
| Crazy Climber Wii                                                                                  |                                                  | Nippon System                                                                        | 2007 | ✔  |     |    |
| Crazy Mini Golf 2                                                                                  |                                                  | XS Games                                                                             | 2009 |    | ✔   | ✔  |
| Cruise Ship Vacation Games                                                                         |                                                  | Activision                                                                           | 2009 |    |     | ✔  |
| Cruis'n                                                                                            |                                                  | Midway Games                                                                         | 2007 |    | ✔   | ✔  |
| CSI: Deadly Intent                                                                                 |                                                  | Ubisoft                                                                              | 2009 |    | ✔   | ✔  |
| CSI: Hard Evidence                                                                                 |                                                  | Ubisoft                                                                              | 2008 |    | ✔   | ✔  |
| Cursed Mountain                                                                                    |                                                  | Deep Silver                                                                          | 2009 |    |     | ✔  |
| Daisy Fuentes Pilates                                                                              |                                                  | Sega                                                                                 | 2009 |    |     | ✔  |
| Dance Dance Revolution Hottest Party Dancing Stage Hottest PartyPAL                                | Konami                                           | Konami                                                                               | 2007 | ✔  | ✔   | ✔  |
| Dance Dance Revolution Hottest Party 2 Dance Dance Revolution Full Full PartyJP                    | Konami                                           | Konami                                                                               | 2008 | ✔  |     | ✔  |
| Dance Dance Revolution Hottest Party 3                                                             | Konami                                           | Konami                                                                               | 2009 |    |     | ✔  |
| Dance Dance Revolution Disney Grooves                                                              | Konami                                           | Konami                                                                               | 2009 |    |     | ✔  |
| Dance Dance Revolution Winx Club                                                                   | Konami                                           | Konami                                                                               | 2009 |    | ✔   |    |
| Dancing with the Stars                                                                             |                                                  | Activision                                                                           | 2007 |    |     | ✔  |
| Data East Arcade Classic                                                                           |                                                  | Majesco                                                                              | 2010 |    |     | ✔  |
| Dave Mirra BMX Challenge Dave Mirra Racing WiiPAL                                                  |                                                  | Crave Entertainment 505 GamesPAL                                                     | 2007 |    | ✔   | ✔  |
| Dawn of Discovery                                                                                  |                                                  | Ubisoft                                                                              | 2009 |    |     | ✔  |
| De Blob                                                                                            |                                                  | THQ                                                                                  | 2008 |    |     | ✔  |
| De Blob 2                                                                                          |                                                  | THQ                                                                                  | 2011 |    |     | ✔  |
| Dead Rising: Chop Till You Drop                                                                    | Capcom                                           | Capcom                                                                               | 2009 | ✔  | ✔   | ✔  |
| Dead Space: Extraction                                                                             | Visceral Games                                   | Electronic Arts                                                                      | 2009 | ✔  | ✔   | ✔  |
| Deadly Creatures                                                                                   |                                                  | THQ                                                                                  | 2009 |    | ✔   | ✔  |
| Deal or No Deal                                                                                    |                                                  | Zoo Games                                                                            | 2008 |    | ✔   | ✔  |
| Death Jr. II: Root of Evil                                                                         |                                                  | Eidos Interactive                                                                    | 2008 |    | ✔   | ✔  |
| Deca Sports Sports IslandPAL                                                                       | Hudson Soft                                      | Hudson Soft KonamiPAL                                                                | 2008 | ✔  | ✔   | ✔  |
| Deca Sports 2 Sports Island 2PAL                                                                   | Hudson Soft                                      | Hudson Soft KonamiPAL                                                                | 2009 |    | ✔   | ✔  |
| Deca Sports 3                                                                                      | Hudson Soft                                      | Hudson Soft                                                                          | 2010 |    |     | ✔  |
| Deepack Chopra's Leela                                                                             |                                                  | THQ                                                                                  | 2011 |    |     | ✔  |
| Deer Drive                                                                                         |                                                  | Mastiff                                                                              | 2008 |    |     | ✔  |
| Deer Drive Legends                                                                                 |                                                  | Maximum Games                                                                        | 2012 |    |     | ✔  |
| Def Jam Rapstar                                                                                    |                                                  | Konami                                                                               | 2010 |    | ✔   |    |
| Defendin' de Penguin                                                                               |                                                  | Crave Entertainment                                                                  |      |    |     | ✔  |
| Densha de Go! Sanyo- Shinkansen EX                                                                 |                                                  | Taito                                                                                | 2007 | ✔  |     |    |
| The Destiny of Zorro                                                                               |                                                  | 505 Games                                                                            | 2008 |    | ✔   | ✔  |
| Despicable Me: The Game                                                                            |                                                  | D3 Publisher                                                                         | 2010 |    |     | ✔  |
| Destroy All Humans! Big Willy Unleashed                                                            |                                                  | THQ                                                                                  | 2008 |    | ✔   | ✔  |
| Dewy's Adventure                                                                                   | Konami                                           | Konami                                                                               | 2007 | ✔  | ✔   | ✔  |
| Diabolik: The Original Sin                                                                         |                                                  | Black Bean Games                                                                     | 2009 |    | ✔   |    |
| Diva Girls: Princess on Ice                                                                        |                                                  | 505 Games                                                                            | 2009 |    | ✔   |    |
| Dirt 2                                                                                             |                                                  | Codemasters                                                                          | 2009 |    |     | ✔  |
| Disaster: Day of Crisis                                                                            | Monolith Soft                                    | Nintendo                                                                             | 2008 | ✔  | ✔   |    |
| Disney Princess: Enchanted Journey                                                                 |                                                  | Disney Interactive Studios                                                           | 2007 | ✔  | ✔   | ✔  |
| Disney Sing It                                                                                     |                                                  | Disney Interactive Studios                                                           | 2008 |    | ✔   | ✔  |
| Disney Sing It! - High School Musical 3: Senior Year                                               |                                                  | Disney Interactive                                                                   | 2008 |    | ✔   | ✔  |
| Disney Sing It: Pop Hits                                                                           |                                                  | Disney Interactive                                                                   | 2009 |    |     | ✔  |
| Disney The Princess And The Frog                                                                   |                                                  | Disney Interactive                                                                   | 2009 |    |     | ✔  |
| Disney Think Fast                                                                                  |                                                  | Disney Interactive Studios                                                           | 2008 | ✔  | ✔   | ✔  |
| Disney's Chicken Little: Ace in Action                                                             |                                                  | Disney Interactive Studios                                                           | 2006 |    | ✔   | ✔  |
| Diva Girls: Divas On Ice                                                                           |                                                  | 505 Games                                                                            | 2009 |    | ✔   | ✔  |
| DJ Hero                                                                                            |                                                  | Activision                                                                           | 2009 | ✔  | ✔   | ✔  |
| Dodge Racing: Charger vs Challenger                                                                |                                                  | Zoo Games                                                                            | 2009 |    |     | ✔  |
| Dokapon Kingdom                                                                                    | Sting                                            | Atlus StingJP                                                                        | 2008 | ✔  | ✔   | ✔  |
| Domino Rally                                                                                       |                                                  | SuccessJP UFO InteractiveNA NordcurrentPAL                                           | 2007 | ✔  | ✔   | ✔  |
| Donkey Kong Barrel Blast Donkey Kong Jet RacePAL                                                   |                                                  | Nintendo                                                                             | 2007 | ✔  | ✔   | ✔  |
| The Dog Island                                                                                     |                                                  | Ubisoft Yuke'sJP                                                                     | 2007 | ✔  | ✔   | ✔  |
| Don King Boxing                                                                                    |                                                  | 2K Sports                                                                            | 2008 |    | ✔   | ✔  |
| Dora The Explorer: Dora Saves The Crystal Kingdom                                                  |                                                  | Take-Two Interactive                                                                 | 2009 |    |     | ✔  |
| Dora the Explorer: Dora Saves the Snow Princess                                                    |                                                  | 2K Play                                                                              | 2008 |    |     | ✔  |
| Doraemon Wii                                                                                       |                                                  | Sega                                                                                 | 2007 | ✔  |     |    |
| Dragon Ball Z: Budokai Tenkaichi 2                                                                 | Dimps                                            | Namco BandaiJP AtariPAL,NA                                                           | 2006 | ✔  | ✔   | ✔  |
| Dragon Ball Z: Budokai Tenkaichi 3                                                                 | Dimps                                            | Namco BandaiJP AtariPAL,NA                                                           | 2007 | ✔  | ✔   | ✔  |
| Dragon Blade: Wrath of Fire                                                                        |                                                  | D3 Publisher Koch MediaPAL                                                           | 2007 | ✔  | ✔   | ✔  |
| Dragon Quest Swords: The Masked Queen and the Tower of Mirrors                                     | Square Enix Eighting Genius Sonority             | Square Enix                                                                          | 2007 | ✔  | ✔   | ✔  |
| Dragon Quest X                                                                                     |                                                  | Square Enix                                                                          |      |    |     |    |
| Drawn to Life: The Next Chapter                                                                    | Planet Moon Studios                              | THQ                                                                                  | 2009 |    |     | ✔  |
| Dream Dance & Cheer                                                                                |                                                  | Zoo Games                                                                            | 2009 |    |     | ✔  |
| Dream Pinball 3D                                                                                   |                                                  | SouthPeak Interactive                                                                | 2008 |    | ✔   | ✔  |
| Dream Salon                                                                                        |                                                  | Zoo Games                                                                            | 2009 |    |     | ✔  |
| Dr. Fizzwhizzles's Animal Rescue                                                                   |                                                  | Conspiracy Entertainment                                                             | 2009 |    |     | ✔  |
| Driver: Parallel Lines                                                                             |                                                  | Ubisoft                                                                              | 2007 |    | ✔   | ✔  |
| EA Playground                                                                                      |                                                  | Electronic Arts                                                                      | 2007 | ✔  | ✔   | ✔  |
| EA Sports Active                                                                                   |                                                  | EA Sports                                                                            | 2009 | ✔  | ✔   | ✔  |
| EA Sports Active: More Workouts                                                                    |                                                  | EA Sports                                                                            | 2009 |    | ✔   | ✔  |
| Elebits EledeesPAL                                                                                 | Konami                                           | Konami                                                                               | 2006 | ✔  | ✔   | ✔  |
| Emergency Heroes                                                                                   |                                                  | Ubisoft                                                                              | 2008 |    | ✔   | ✔  |
| Emergency Mayhem                                                                                   |                                                  | Codemasters                                                                          | 2008 |    | ✔   | ✔  |
| Endless Ocean                                                                                      | Arika                                            | Nintendo                                                                             | 2007 | ✔  | ✔   | ✔  |
| Endless Ocean 2: Adventures of the Deep                                                            | Arika                                            | Nintendo                                                                             | 2009 | ✔  | ✔   | ✔  |
| Ennichi no Tatsujin                                                                                |                                                  | Namco Bandai                                                                         | 2006 | ✔  |     |    |
| Epic Mickey                                                                                        | Junction Point Studios                           | Disney Interactive Studios                                                           | 2010 |    |     |    |
| Escape from Bug Island                                                                             |                                                  | Secret Stash Games SpikeJP                                                           | 2006 | ✔  | ✔   | ✔  |
| Escape The Museum                                                                                  |                                                  | Majesco                                                                              | 2009 | ✔  | ✔   | ✔  |
| Everyone's Common Knowledge Television                                                             | Nintendo                                         | Nintendo                                                                             | 2008 | ✔  |     |    |
| Excite Truck                                                                                       | Monster Games                                    | Nintendo                                                                             | 2006 | ✔  | ✔   | ✔  |
| Excitebots: Trick Racing                                                                           | Monster Games                                    | Nintendo                                                                             | 2009 |    | ✔   | ✔  |
| Eyeshield 21: Field no Saikyou Senshi Tachi                                                        | Eighting                                         | Nintendo                                                                             | 2007 | ✔  |     |    |
| F1 2009                                                                                            |                                                  | Codemasters                                                                          | 2009 |    | ✔   | ✔  |
| Family Fest Presents Movie Games Movie Studios PartyPAL                                            |                                                  | Ubisoft                                                                              | 2008 |    | ✔   | ✔  |
| Family Feud 2010 Edition                                                                           |                                                  | Ubisoft                                                                              | 2009 |    |     | ✔  |
| Family Fun Football                                                                                |                                                  | Tecmo                                                                                | 2009 |    |     | ✔  |
| Family Jockey                                                                                      |                                                  | Namco Bandai                                                                         | 2008 | ✔  |     |    |
| Family Party: 30 Great Games                                                                       |                                                  | D3 Publisher                                                                         | 2008 |    | ✔   | ✔  |
| Family Party: 30 Great Games Outdoor Fun                                                           |                                                  | D3 Publisher                                                                         | 2009 |    |     | ✔  |
| Family Stadium                                                                                     |                                                  | Namco Bandai                                                                         | 2008 | ✔  |     |    |
| Family Trainer: Athletic WorldJA Family TrainerPAL                                                 |                                                  | Namco Bandai                                                                         | 2007 | ✔  | ✔   |    |
| Family Trainer 2JA Family Trainer: Extreme ChallengePAL                                            |                                                  | Namco Bandai                                                                         | 2009 | ✔  | ✔   |    |
| FaceBreaker KO Party                                                                               |                                                  | Electronic Arts                                                                      | 2008 | ✔  | ✔   | ✔  |
| Fantastic Four: Rise of the Silver Surfer                                                          |                                                  | 2K Games                                                                             | 2007 |    | ✔   | ✔  |
| Fantasy Aquarium World                                                                             |                                                  | Destineer                                                                            | 2009 |    |     | ✔  |
| Far Cry Vengeance                                                                                  |                                                  | Ubisoft                                                                              | 2006 |    | ✔   | ✔  |
| Fast Food Panic                                                                                    |                                                  | Nobilis                                                                              | 2009 |    | ✔   | ✔  |
| Ferrari Challenge: Trofeo Pirelli                                                                  |                                                  | Activision System 3PAL                                                               | 2008 |    | ✔   | ✔  |
| FIFA 08JA,PAL FIFA Soccer 08NA                                                                     |                                                  | Electronic Arts                                                                      | 2007 | ✔  | ✔   | ✔  |
| FIFA 09 All-PlayJA,PAL FIFA Soccer 09 All-PlayNA                                                   |                                                  | Electronic Arts                                                                      | 2008 | ✔  | ✔   | ✔  |
| FIFA 10 WORLD CLASS SOCCERJA FIFA 10PAL FIFA Soccer 10NA                                           |                                                  | Electronic Arts                                                                      | 2009 | ✔  | ✔   | ✔  |
| FIFA 15JA FIFA 15PAL FIFA 15NA                                                                     |                                                  | Electronic Arts                                                                      | 2015 | ✔  | ✔   | ✔  |
| Final Fantasy Fables: Chocobo's Dungeon                                                            |                                                  | Square Enix                                                                          | 2007 | ✔  | ✔   | ✔  |
| Final Fantasy Crystal Chronicles: The Crystal Bearers                                              | Square Enix                                      | Square Enix                                                                          | 2009 | ✔  |     | ✔  |
| Final Fantasy Crystal Chronicles: Echoes of Time                                                   | Square Enix                                      | Square Enix                                                                          | 2009 | ✔  | ✔   | ✔  |
| Fire Emblem: Radiant Dawn                                                                          | Intelligent Systems                              | Nintendo                                                                             | 2007 | ✔  | ✔   | ✔  |
| Fishing Master                                                                                     | Hudson Soft                                      | Hudson Soft                                                                          | 2007 | ✔  | ✔   | ✔  |
| Fishing Master World Tour                                                                          | Hudson Soft                                      | Hudson Soft                                                                          | 2007 | ✔  |     | ✔  |
| Food Network: Cook or Be Cooked                                                                    |                                                  | Namco Bandai                                                                         | 2009 |    |     | ✔  |
| Ford Racing: Off Road                                                                              |                                                  | Zoo Games                                                                            | 2008 | ✔  | ✔   | ✔  |
| Fragile Dreams: Farewell Ruins of the Moon                                                         | Namco Tri-Crescendo                              | Namco BandaiJP Xseed GamesNA Rising Star GamesPAL                                    | 2009 | ✔  | ✔   | ✔  |
| Freddi Fish in Kelp Seed Mystery                                                                   |                                                  | Majesco                                                                              | 2008 |    |     | ✔  |
| Fritz Chess                                                                                        |                                                  | Deep Silver                                                                          | 2009 |    | ✔   | ✔  |
| Furu Furu Park                                                                                     |                                                  | TaitoJP Majesco 505 GamesPAL                                                         | 2007 | ✔  | ✔   | ✔  |
| G-Force                                                                                            |                                                  | Disney Interactive                                                                   | 2009 |    |     | ✔  |
| G.I. JOE The Rise of Cobra                                                                         |                                                  | Electronic Arts                                                                      | 2009 | ✔  | ✔   | ✔  |
| G1 Jockey Wii                                                                                      |                                                  | Koei                                                                                 | 2007 | ✔  | ✔   |    |
| G1 Jockey Wii 2008                                                                                 |                                                  | Koei                                                                                 | 2008 | ✔  | ✔   |    |
| Gallop & Ride My Riding StablesPAL                                                                 |                                                  | THQ                                                                                  | 2008 |    |     | ✔  |
| Game Party                                                                                         |                                                  | Midway Games                                                                         | 2007 |    | ✔   | ✔  |
| Game Party 2                                                                                       |                                                  | Midway Games                                                                         | 2008 |    | ✔   | ✔  |
| Game Party 3                                                                                       |                                                  | Warner Bros. Interactive                                                             | 2009 |    |     | ✔  |
| Games Around The Globe                                                                             |                                                  | Dreamcatcher                                                                         | 2009 |    | ✔   |    |
| Garfield Gets Real                                                                                 |                                                  | Zoo Games                                                                            | 2008 | ✔  |     | ✔  |
| GeGeGe no Kitaro: Yoaki Dai Undokai                                                                |                                                  | Namco Bandai                                                                         | 2007 | ✔  |     |    |
| Geometry Wars: Galaxies                                                                            |                                                  | Sierra Entertainment                                                                 | 2007 |    | ✔   | ✔  |
| Geon Cube                                                                                          |                                                  | UFO Interactive                                                                      | 2009 |    |     | ✔  |
| Geon: Emotions                                                                                     |                                                  | Eidos Interactive                                                                    | 2009 | ✔  |     | ✔  |
| George of the Jungle                                                                               |                                                  | Crave Entertainment Ignition EntertainmentPAL                                        | 2008 |    | ✔   | ✔  |
| Ghostbusters: The Video Game                                                                       |                                                  | Atari                                                                                | 2009 |    | ✔   | ✔  |
| Ghost Squad                                                                                        |                                                  | Sega                                                                                 | 2007 | ✔  | ✔   | ✔  |
| Glacier 2                                                                                          |                                                  | Team6 Game Studios                                                                   | 2009 |    |     | ✔  |
| Gintama: Yorozuya Chuubu                                                                           |                                                  | Namco Bandai                                                                         | 2007 | ✔  |     |    |
| Go, Diego, Go!: Great Dinosaur Rescue                                                              |                                                  | 2K Play                                                                              | 2008 |    | ✔   | ✔  |
| Go Diego Go: Safari Rescue                                                                         |                                                  | 2K Play                                                                              | 2008 |    | ✔   | ✔  |
| Go Play Circus Star                                                                                |                                                  | Majesco                                                                              | 2009 |    |     | ✔  |
| Go Play City Sports                                                                                |                                                  | Majesco                                                                              | 2009 |    |     | ✔  |
| Go Play Lumberjacks                                                                                |                                                  | Majesco                                                                              | 2009 |    |     | ✔  |
| Go West: A Lucky Luke Adventure                                                                    |                                                  | Atari                                                                                | 2007 |    | ✔   |    |
| The Godfather: Blackhand Edition                                                                   |                                                  | Electronic Arts                                                                      | 2007 |    | ✔   | ✔  |
| Godzilla: Unleashed                                                                                |                                                  | Atari                                                                                | 2007 |    | ✔   | ✔  |
| The Golden Compass                                                                                 | Shiny Entertainment                              | Sega                                                                                 | 2007 |    | ✔   | ✔  |
| Goosebumps HorrorLand                                                                              |                                                  | Scholastic Corporation                                                               | 2008 |    |     | ✔  |
| Gottlieb Pinball Classics                                                                          |                                                  | System 3                                                                             | 2006 |    | ✔   |    |
| Grand Slam Tennis                                                                                  |                                                  | EA Sports                                                                            | 2009 | ✔  | ✔   | ✔  |
| Grey's Anatomy: The Video Game                                                                     |                                                  | Ubisoft                                                                              | 2009 |    |     | ✔  |
| The Grim Adventures of Billy & Mandy                                                               |                                                  | Midway Games                                                                         | 2006 |    | ✔   | ✔  |
| Groovin' Blocks                                                                                    |                                                  | Zoo Games                                                                            | 2009 |    |     | ✔  |
| GT Pro Series                                                                                      |                                                  | Ubisoft                                                                              | 2006 | ✔  | ✔   | ✔  |
| Guilty Gear XX Λ Core                                                                              | Arc System Works                                 | Aksys GamesNA,PAL Arc System WorksJP                                                 | 2007 | ✔  | ✔   | ✔  |
| Guilty Gear XX Λ Core Plus                                                                         | Arc System Works                                 | Aksys GamesNA,PAL Arc System WorksJP                                                 | 2009 | ✔  | ✔   | ✔  |
| Guinness World Records: The Video Game                                                             |                                                  | Warner Bros. Interactive                                                             | 2008 |    | ✔   | ✔  |
| Guitar Hero 5                                                                                      | Neversoft Vicarious Visions                      | Activision                                                                           | 2009 |    | ✔   | ✔  |
| Guitar Hero III: Legends of Rock                                                                   | Neversoft Vicarious Visions                      | Activision                                                                           | 2007 |    | ✔   | ✔  |
| Guitar Hero: Aerosmith                                                                             | Neversoft Vicarious Visions                      | Activision                                                                           | 2008 |    | ✔   | ✔  |
| Guitar Hero: Metallica                                                                             | Neversoft Vicarious Visions                      | Activision                                                                           | 2009 |    | ✔   | ✔  |
| Guitar Hero Smash Hits                                                                             | Neversoft Vicarious Visions                      | Activision                                                                           | 2009 |    |     | ✔  |
| Guitar Hero: Van Halen                                                                             | Neversoft Vicarious Visions                      | Activision                                                                           | 2009 |    |     | ✔  |
| Guitar Hero World Tour                                                                             | Neversoft Vicarious Visions                      | Activision                                                                           | 2008 |    | ✔   | ✔  |
| Hamster Heroes                                                                                     |                                                  | Koch Media Data Design InteractivePAL                                                | 2008 |    | ✔   |    |
| Haneru no Tobira Wii：Kirigirissu                                                                  |                                                  | Namco Bandai                                                                         | 2008 | ✔  |     |    |
| Hannah Montana: Spotlight World Tour                                                               |                                                  | Disney Interactive Studios                                                           | 2007 |    | ✔   | ✔  |
| Hannah Montana: The Movie                                                                          |                                                  | Disney Interactive Studios                                                           | 2009 |    |     | ✔  |
| Happy Dance Collection                                                                             |                                                  | Namco Bandai                                                                         | 2008 | ✔  |     |    |
| Happy Feet                                                                                         |                                                  | Midway Games                                                                         | 2006 |    | ✔   | ✔  |
| Harry Potter and the Half-Blood Prince                                                             |                                                  | Electronic Arts                                                                      | 2009 | ✔  | ✔   | ✔  |
| Harry Potter and the Order of the Phoenix                                                          |                                                  | Electronic Arts                                                                      | 2007 | ✔  | ✔   | ✔  |
| Harukanaru Toki no naka de 4                                                                       |                                                  | Koei                                                                                 | 2008 | ✔  |     |    |
| Harvest Moon: Animal Parade                                                                        | Marvelous Entertainment                          | Marvelous Entertainment NatsumeNA                                                    | 2008 | ✔  | ✔   | ✔  |
| Harvest Moon: Magical Melody                                                                       | Marvelous Entertainment                          | Rising Star GamesPAL NatsumeNA                                                       | 2008 |    | ✔   | ✔  |
| Harvest Moon: Tree of Tranquility                                                                  |                                                  | Marvelous Entertainment NatsumeNA                                                    | 2007 | ✔  | ✔   | ✔  |
| Harvey Birdman: Attorney at Law                                                                    |                                                  | Capcom                                                                               | 2008 |    |     | ✔  |
| Hasbro Family Game Night                                                                           |                                                  | Electronic Arts                                                                      | 2008 |    | ✔   | ✔  |
| Hasbro Family Game Night 2                                                                         |                                                  | Electronic Arts                                                                      | 2009 |    |     | ✔  |
| Heatseeker                                                                                         |                                                  | Codemasters                                                                          | 2007 |    | ✔   | ✔  |
| Heavenly GuardianNA Legend of SayukiPAL Yukinko DaisenpuJP                                         |                                                  | UFO Interactive 505 GamesPAL Starfish SDJP                                           | 2007 | ✔  | ✔   | ✔  |
| Hell's Kitchen: The Video Game                                                                     |                                                  | Ubisoft                                                                              | 2008 |    | ✔   | ✔  |
| Help Wanted: 50 Wacky Jobs Job Island: Hard Working PeoplePAL                                      |                                                  | Hudson Soft                                                                          | 2009 |    | ✔   | ✔  |
| Hidden Mysteries: Titanic Secrets of the Fateful Voyage                                            |                                                  | Activision                                                                           | 2009 |    |     | ✔  |
| High School Musical: Sing It!                                                                      |                                                  | Disney Interactive Studios                                                           | 2007 |    | ✔   | ✔  |
| High School Musical 3: Senior Year Dance                                                           |                                                  | Disney Interactive Studios                                                           | 2008 | ✔  | ✔   | ✔  |
| The History Channel: Battle for the Pacific                                                        |                                                  | Activision                                                                           | 2007 |    | ✔   | ✔  |
| Hooked! Real Motion Fishing Big Catch Bass FishingPAL                                              |                                                  | Aksys Games 505 GamesPAL                                                             | 2007 | ✔  | ✔   | ✔  |
| Hooked! Again: Real Motion Fishing                                                                 |                                                  | Aksys Games                                                                          | 2009 |    |     | ✔  |
| Horse Life 2                                                                                       |                                                  | Koch Media                                                                           | 2008 |    | ✔   |    |
| Horse Life Adventures                                                                              |                                                  | Valcon Games                                                                         | 2009 |    |     | ✔  |
| Horrible Histories: Ruthless Romans                                                                |                                                  | Koch Media                                                                           | 2009 |    | ✔   |    |
| Hotel for Dogs                                                                                     |                                                  | 505 Games                                                                            | 2008 |    | ✔   | ✔  |
| Hot Wheels: Battle Force 5                                                                         |                                                  | Activision                                                                           | 2009 |    |     | ✔  |
| Hot Wheels: Beat That!                                                                             |                                                  | Activision                                                                           | 2007 |    | ✔   | ✔  |
| The House of the Dead 2 & 3 Return                                                                 | Sega                                             | Sega                                                                                 | 2008 | ✔  | ✔   | ✔  |
| The House of the Dead: Overkill                                                                    | Headstrong Games                                 | Sega                                                                                 | 2009 |    | ✔   | ✔  |
| Hudson's Puzzle Series Vol.2 Illustlogic + Colorful Logic                                          |                                                  | Hudson Soft                                                                          | 2008 | ✔  |     |    |
| Hula Wii: Minna de Hula wo Odorou                                                                  |                                                  | Milestone Inc.                                                                       | 2008 | ✔  |     |    |
| Hysteria Hospital: Emergency Ward                                                                  |                                                  | Oxygen Games                                                                         | 2009 |    | ✔   | ✔  |
| ICarly                                                                                             |                                                  | Activision                                                                           | 2009 |    |     | ✔  |
| Ice Age 2: The Meltdown                                                                            |                                                  | Sierra Entertainment                                                                 | 2006 |    | ✔   | ✔  |
| Ice Age 3: Dawn of the Dinosaurs                                                                   |                                                  | Activision                                                                           | 2009 |    | ✔   | ✔  |
| Igor                                                                                               |                                                  | Legacy Interactive/SouthPeak Interactive                                             | 2008 |    | ✔   | ✔  |
| Illvelo Wii                                                                                        | Milestone Inc.                                   | Milestone Inc.                                                                       | 2008 | ✔  |     |    |
| Imabikisou kaimeihen                                                                               | Chunsoft                                         | Sega                                                                                 | 2008 | ✔  |     |    |
| Imagine: Champion Rider                                                                            |                                                  | Ubisoft                                                                              | 2008 |    | ✔   |    |
| Imagine: Fashion Party Imagine Fashion IdolUK Lauras Passie ModeshowDUT                            |                                                  | Ubisoft                                                                              | 2009 |    | ✔   | ✔  |
| Imagine: Party Babyz Babysitting PartyPAL                                                          |                                                  | Ubisoft                                                                              | 2008 |    | ✔   | ✔  |
| The Incredible Hulk                                                                                |                                                  | Sega                                                                                 | 2008 |    | ✔   | ✔  |
| Impossible Mission                                                                                 |                                                  | Epyx                                                                                 | 2007 |    | ✔   | ✔  |
| Indianapolis 500 Legends                                                                           |                                                  | Destineer                                                                            | 2007 |    |     | ✔  |
| Indiana Jones and the Staff of Kings                                                               |                                                  | LucasArts                                                                            | 2009 |    |     | ✔  |
| Iron Chef America: Supreme Cuisine                                                                 |                                                  | Destineer                                                                            | 2008 |    |     | ✔  |
| Iron Man                                                                                           |                                                  | Sega                                                                                 | 2008 |    | ✔   | ✔  |
| The Island Of Dr. Frankenstein                                                                     |                                                  | Storm City Games                                                                     | 2009 |    |     | ✔  |
| Jambo! Safari Animal Rescue Ranger AdventurePAL                                                    |                                                  | Sega                                                                                 | 2009 |    | ✔   | ✔  |
| James Cameron's Avatar: The Game                                                                   |                                                  | Ubisoft                                                                              | 2009 |    |     | ✔  |
| Jawa: Mammoth to Himitsu no Ishi                                                                   |                                                  | Spike                                                                                | 2008 | ✔  |     |    |
| Jeep Thrills                                                                                       |                                                  | Zoo Games                                                                            | 2008 |    | ✔   | ✔  |
| Jelly Belly Ballistic Beans                                                                        |                                                  | Zoo Games                                                                            | 2009 |    | ✔   | ✔  |
| Jenga World Tour JengaPAL                                                                          |                                                  | Atari                                                                                | 2007 |    | ✔   | ✔  |
| Jigsaw Puzzle: Kyo no Wanko                                                                        | Hudson Soft                                      | Hudson Soft                                                                          | 2007 | ✔  |     |    |
| Jikkyō Powerful Pro Yakyū 15                                                                       | Konami                                           | Konami                                                                               | 2007 | ✔  |     |    |
| Jikkyō Powerful Pro Yakyū Wii                                                                      | Konami                                           | Konami                                                                               | 2007 | ✔  |     |    |
| Jikkyō Powerful Pro Yakyū 2009                                                                     | Konami                                           | Konami                                                                               | 2009 | ✔  |     |    |
| Jillian Michaels' Fitness Ultimatum 2009                                                           |                                                  | Majesco                                                                              | 2008 |    | ✔   | ✔  |
| Jillian Michaels' Fitness Ultimatum 2010                                                           |                                                  | Majesco                                                                              | 2009 |    |     | ✔  |
| Jinsei Game Wii                                                                                    |                                                  | Tomy                                                                                 | 2007 | ✔  |     |    |
| Jissen Pachi-Slot Pachinko Hisshôhô! Hokuto no Ken                                                 |                                                  | Sega                                                                                 | 2007 | ✔  |     |    |
| Jumper: Griffin's Story                                                                            |                                                  | Brash Entertainment                                                                  | 2008 |    | ✔   | ✔  |
| JumpStart Escape From Adventure Island                                                             |                                                  | Knowledge Adventure                                                                  | 2009 |    |     | ✔  |
| JumpStart Pet Rescue                                                                               |                                                  | Knowledge Adventure                                                                  | 2009 |    |     | ✔  |
| The Grudge                                                                                         | feelplus                                         | AQ InteractiveJP Xseed GamesNA Rising Star GamesPAL                                  | 2009 | ✔  | ✔   | ✔  |
| Jurassic: The Hunted                                                                               |                                                  | Activision                                                                           | 2009 |    |     | ✔  |
| Just Dance                                                                                         | Ubisoft Paris                                    | Ubisoft                                                                              | 2009 |    | ✔   | ✔  |
| Just Dance 2                                                                                       | Ubisoft Paris                                    | Ubisoft                                                                              | 2010 |    | ✔   | ✔  |
| Just Dance 3                                                                                       | Ubisoft Paris                                    | Ubisoft                                                                              | 2011 |    | ✔   | ✔  |
| Just Dance 4                                                                                       | Ubisoft Paris                                    | Ubisoft                                                                              | 2012 |    | ✔   | ✔  |
| Just Dance 2014                                                                                    | Ubisoft Paris                                    | Ubisoft                                                                              | 2013 |    | ✔   | ✔  |
| Just Dance 2015                                                                                    | Ubisoft Paris                                    | Ubisoft                                                                              | 2014 |    | ✔   | ✔  |
| Just Dance 2016                                                                                    | Ubisoft Paris                                    | Ubisoft                                                                              | 2015 |    | ✔   | ✔  |
| Just Dance 2017                                                                                    | Ubisoft Paris                                    | Ubisoft                                                                              | 2016 |    | ✔   | ✔  |
| Just Dance Disney Party                                                                            | Ubisoft Paris                                    | Ubisoft                                                                              | 2012 |    | ✔   | ✔  |
| Just Dance Disney Party 2                                                                          | Ubisoft Paris                                    | Ubisoft                                                                              | 2015 |    | ✔   | ✔  |
| Just Dance Kids                                                                                    | Ubisoft Paris                                    | Ubisoft                                                                              | 2010 |    | ✔   | ✔  |
| Just Dance Kids 2                                                                                  | Ubisoft Paris                                    | Ubisoft                                                                              | 2011 |    | ✔   | ✔  |
| Just Dance Kids 2014                                                                               | Ubisoft Paris                                    | Ubisoft                                                                              | 2013 |    | ✔   | ✔  |
| Kanken Wii                                                                                         |                                                  | Rocket Company                                                                       | 2007 | ✔  |     |    |
| Kamen Rider: Climax Heroes W                                                                       | Eighting                                         | Namco Bandai                                                                         | 2009 | ✔  |     |    |
| Kamen Rider: Dragon Knight                                                                         | Eighting                                         | D3 Publisher                                                                         | 2009 |    |     | ✔  |
| Karaoke Joysound Wii                                                                               |                                                  | Hudson Soft                                                                          | 2008 | ✔  |     |    |
| Karaoke Revolution                                                                                 |                                                  | Konami                                                                               | 2009 |    |     | ✔  |
| Karaoke Revolution Presents American Idol Encore                                                   |                                                  | Konami                                                                               | 2008 |    |     | ✔  |
| Karaoke Revolution Presents American Idol Encore 2                                                 |                                                  | Konami                                                                               | 2008 |    |     | ✔  |
| Katekyo Hitman Reborn! Dream Hyper Battle!                                                         |                                                  | Marvelous Entertainment                                                              | 2008 | ✔  |     |    |
| Kawasaki Quad Bikes                                                                                |                                                  | Bold Games Popcorn ArcadePAL                                                         | 2007 |    | ✔   | ✔  |
| Kawasaki Jet Ski                                                                                   |                                                  | Bold Games Data Design InteractivePAL                                                | 2008 |    | ✔   | ✔  |
| Kawasaki Snowmobiles                                                                               |                                                  | Data Design Interactive                                                              | 2008 |    | ✔   | ✔  |
| Kekkaishi                                                                                          |                                                  | Namco Bandai                                                                         | 2007 | ✔  |     |    |
| Kensax                                                                                             |                                                  | Nintendo                                                                             | 2009 | ✔  | ✔   |    |
| Kidz Sports Basketball                                                                             |                                                  | Bold Games Data Design InteractivePAL                                                | 2008 |    | ✔   | ✔  |
| Kidz Sports Crazy Golf                                                                             |                                                  | Bold Games Data Design InteractivePAL                                                | 2008 |    |     | ✔  |
| Kidz Sports Crazy Mini Golf 2                                                                      |                                                  | Bold Games Data Design InteractivePAL                                                | 2009 |    |     | ✔  |
| Kidz Sports Ice Hockey                                                                             |                                                  | Bold Games Data Design InteractivePAL                                                | 2008 |    | ✔   | ✔  |
| Kidz Sports International Soccer                                                                   |                                                  | Bold Games Data Design InteractivePAL                                                | 2008 |    | ✔   | ✔  |
| King of Clubs                                                                                      |                                                  | Oxygen Games                                                                         | 2008 |    | ✔   | ✔  |
| King of Pool                                                                                       |                                                  | Nordcurrent                                                                          | 2009 |    | ✔   |    |
| The King of Fighters Collection: The Orochi Saga                                                   | SNK Playmore                                     | SNK Playmore                                                                         | 2008 | ✔  | ✔   | ✔  |
| Kirby                                                                                              | Nintendo                                         | Nintendo                                                                             | TBA  |    |     |    |
| Kizuna                                                                                             | Idea Factory                                     | Jaleco                                                                               | 2008 | ✔  |     |    |
| Klonoa                                                                                             | Namco Paon                                       | Namco Bandai                                                                         | 2008 | ✔  | ✔   | ✔  |
| KororinpaJA, PAL Kororinpa: Marble ManiaNA                                                         | Hudson Soft                                      | Hudson Soft                                                                          | 2007 | ✔  | ✔   | ✔  |
| Kororinpa 2JA, PAL Marble Saga: KororinpaNA                                                        | Hudson Soft                                      | Hudson Soft                                                                          | 2009 | ✔  | ✔   | ✔  |
| Kung Fu Panda: Legendary Warriors                                                                  |                                                  | Activision                                                                           | 2008 |    | ✔   | ✔  |
| Kung Fu Panda: The Game                                                                            |                                                  | Activision                                                                           | 2008 | ✔  | ✔   | ✔  |
| Lawn Games                                                                                         |                                                  | Cdv Software Entertainment                                                           | 2008 |    | ✔   |    |
| Legend of the Dragon                                                                               |                                                  | The Game Factory                                                                     | 2007 |    | ✔   | ✔  |
| The Legend of Spyro: Dawn of the Dragon                                                            |                                                  | Sierra Entertainment                                                                 | 2008 |    | ✔   | ✔  |
| The Legend of Spyro: The Eternal Night                                                             |                                                  | Sierra Entertainment                                                                 | 2007 |    | ✔   | ✔  |
| LEGO Batman: The Videogame                                                                         |                                                  | Warner Bros. Interactive                                                             | 2008 | ✔  | ✔   | ✔  |
| LEGO Harry Potter: Years 1-4                                                                       |                                                  | Warner Bros. Interactive                                                             | 2010 |    | ✔   | ✔  |
| LEGO Indiana Jones: The Original Adventures                                                        |                                                  | LucasArts                                                                            | 2008 | ✔  | ✔   | ✔  |
| Lego Indiana Jones 2: The Adventure Continues                                                      |                                                  | LucasArts                                                                            | 2009 |    | ✔   | ✔  |
| Lego Rock Band                                                                                     |                                                  | Warner Bros. Interactive                                                             | 2009 |    |     | ✔  |
| LEGO Star Wars: The Complete Saga                                                                  |                                                  | LucasArts                                                                            | 2007 | ✔  | ✔   | ✔  |
| Let's Tap                                                                                          | Prope                                            | Sega                                                                                 | 2008 | ✔  | ✔   | ✔  |
| Line Attack Heroes                                                                                 | Grezzo Games                                     | Nintendo                                                                             | 2009 | ✔  |     |    |
| Line Rider 2: Unbound                                                                              |                                                  | Genius Products                                                                      | 2008 |    | ✔   | ✔  |
| Link's Crossbow Training                                                                           | Nintendo                                         | Nintendo                                                                             | 2007 | ✔  | ✔   | ✔  |
| Little King's Story                                                                                | Marvelous Entertainment Cing Idea Factory        | Marvelous Entertainment/Xseed GamesNA Marvelous EntertainmentJP Rising Star GamesPAL | 2008 | ✔  | ✔   | ✔  |
| Little League World Series Baseball 2008                                                           |                                                  | Activision                                                                           | 2008 |    |     | ✔  |
| Little League World Series Baseball 2009                                                           |                                                  | Activision                                                                           | 2009 |    |     | ✔  |
| Littlest Pet Shop                                                                                  |                                                  | Electronic Arts                                                                      | 2008 |    | ✔   | ✔  |
| Littlest Pet Shop: Friends                                                                         |                                                  | Electronic Arts                                                                      | 2009 |    |     | ✔  |
| London Taxi: Rushour                                                                               |                                                  | Bold Games Data Design InteractivePAL                                                | 2008 |    | ✔   | ✔  |
| Looney Tunes: Acme Arsenal                                                                         |                                                  | Warner Bros. Interactive                                                             | 2007 |    | ✔   | ✔  |
| Lost in Blue: Shipwrecked!                                                                         |                                                  | Konami                                                                               | 2008 | ✔  | ✔   | ✔  |
| Luxor 3                                                                                            |                                                  | MumboJumbo                                                                           | 2008 |    |     | ✔  |
| Luxor: Pharaoh's Challenge                                                                         |                                                  | MumboJumbo                                                                           | 2008 |    | ✔   | ✔  |
| M&M's Adventure                                                                                    |                                                  | Zoo Games                                                                            | 2008 |    |     | ✔  |
| M&M's Beach Party                                                                                  |                                                  | Zoo Games                                                                            | 2009 |    |     | ✔  |
| M&M's Kart Racing                                                                                  |                                                  | Destination Software Zoo Digital PublishingPAL                                       | 2007 |    | ✔   | ✔  |
| Madagascar: Escape 2 Africa                                                                        |                                                  | Activision                                                                           | 2008 |    | ✔   | ✔  |
| Madagascar Kartz                                                                                   |                                                  | Activision                                                                           | 2009 |    |     | ✔  |
| MadWorld                                                                                           | Platinum Games                                   | Sega                                                                                 | 2009 |    | ✔   | ✔  |
| Madden NFL 07                                                                                      |                                                  | Electronic Arts                                                                      | 2006 |    | ✔   | ✔  |
| Madden NFL 08                                                                                      |                                                  | Electronic Arts                                                                      | 2007 |    | ✔   | ✔  |
| Madden NFL 09 All-Play                                                                             |                                                  | Electronic Arts                                                                      | 2008 |    | ✔   |    |
| Madden NFL 10                                                                                      |                                                  | Electronic Arts                                                                      | 2009 |    |     | ✔  |
| Mad Dog McCree Gunslinger Pack                                                                     |                                                  | Majesco                                                                              | 2009 |    |     | ✔  |
| Mahjong Taikai Wii                                                                                 |                                                  | Koei                                                                                 | 2007 | ✔  |     |    |
| Mahjong Wii                                                                                        |                                                  | Success                                                                              | 2007 | ✔  |     |    |
| Mahō Sensei Negima!? Neo-Pactio Fight!!                                                            |                                                  | Marvelous Entertainment                                                              | 2007 | ✔  |     |    |
| Major Dream: Major Wii Nagero! Gyroball                                                            |                                                  | Tomy                                                                                 | 2008 | ✔  |     |    |
| Major League Baseball 2K8                                                                          |                                                  | 2K Sports                                                                            | 2008 |    |     | ✔  |
| Major League Baseball 2K9                                                                          |                                                  | 2K Sports                                                                            | 2009 |    |     | ✔  |
| Major Minor's Majestic March                                                                       | NanaOn-Sha                                       | Majesco                                                                              | 2009 |    |     | ✔  |
| Manhunt 2                                                                                          |                                                  | Rockstar Games                                                                       | 2007 |    | ✔   | ✔  |
| Margot's Word Brain Margot's Word PlayPAL                                                          |                                                  | Zoo Games                                                                            | 2008 |    | ✔   | ✔  |
| Marines Modern Urban Combat                                                                        |                                                  | Destineer                                                                            | 2010 |    |     | ✔  |
| Mario & Sonic at the Olympic Games                                                                 | Sega                                             | Sega NintendoJP                                                                      | 2007 | ✔  | ✔   | ✔  |
| Mario & Sonic at the Olympic Winter Games                                                          | Sega                                             | Sega NintendoJP                                                                      | 2009 | ✔  | ✔   | ✔  |
| Mario Kart Wii                                                                                     | Nintendo                                         | Nintendo                                                                             | 2008 | ✔  | ✔   | ✔  |
| Mario Party 8                                                                                      | Hudson Soft                                      | Nintendo                                                                             | 2007 | ✔  | ✔   | ✔  |
| Mario Party 9                                                                                      | Nd Cube                                          | Nintendo                                                                             | 2012 | ✔  | ✔   | ✔  |
| Mario Strikers Charged Mario Strikers Charged FootballPAL                                          | Next Level Games                                 | Nintendo                                                                             | 2007 | ✔  | ✔   | ✔  |
| Mario Super Sluggers                                                                               | Namco                                            | Nintendo                                                                             | 2008 | ✔  |     | ✔  |
| Mario Sports Mix                                                                                   | Square Enix                                      | Nintendo                                                                             | 2010 | ✔  | ✔   | ✔  |
| Martial Arts: Capoeira                                                                             |                                                  | Graffiti Entertainment                                                               | 2008 |    | ✔   |    |
| Marvel Super Hero Squad                                                                            |                                                  | THQ                                                                                  | 2009 |    |     | ✔  |
| Marvel: Ultimate Alliance                                                                          |                                                  | Activision                                                                           | 2006 | ✔  | ✔   | ✔  |
| Marvel: Ultimate Alliance 2                                                                        |                                                  | Activision                                                                           | 2009 |    | ✔   | ✔  |
| Matchman                                                                                           |                                                  | Lexicon Entertainment                                                                | 2008 |    | ✔   |    |
| Medal of Honor: Vanguard                                                                           |                                                  | Electronic Arts                                                                      | 2007 |    | ✔   | ✔  |
| Medal of Honor: Heroes 2                                                                           |                                                  | Electronic Arts                                                                      | 2007 | ✔  | ✔   | ✔  |
| Meet the Robinsons                                                                                 |                                                  | Disney Interactive Studios                                                           | 2007 | ✔  | ✔   | ✔  |
| Mercury Meltdown Revolution                                                                        |                                                  | Ignition Entertainment                                                               | 2007 |    | ✔   | ✔  |
| Merv Griffin's Crosswords                                                                          |                                                  | THQ                                                                                  | 2008 |    |     | ✔  |
| Metal Slug Anthology                                                                               | SNK Playmore                                     | SNK Playmore Ignition EntertainmentPAL                                               | 2006 | ✔  | ✔   | ✔  |
| Metroid: Other M                                                                                   | Nintendo Team Ninja                              | Nintendo                                                                             | 2010 | ✔  | ✔   | ✔  |
| Metroid Prime 3: Corruption                                                                        | Retro Studios                                    | Nintendo                                                                             | 2007 | ✔  | ✔   | ✔  |
| Metroid Prime: Trilogy                                                                             | Retro Studios                                    | Nintendo                                                                             | 2009 |    | ✔   | ✔  |
| Miburi & Teburi                                                                                    | Sega                                             | Sega                                                                                 | 2008 | ✔  |     |    |
| Medieval Games                                                                                     |                                                  | Bethesda Softworks                                                                   | 2009 |    |     | ✔  |
| MiniCopter: Adventure Flight Radio HelicopterPAL                                                   |                                                  | Arc System WorksJP Aksys Games 505 GamesPAL                                          | 2007 | ✔  | ✔   | ✔  |
| Mini Desktop Racing                                                                                |                                                  | Conspiracy Entertainment Data Design InteractivePAL                                  | 2007 |    | ✔   | ✔  |
| Mini Ninjas                                                                                        |                                                  | Eidos Interactive                                                                    | 2009 |    |     | ✔  |
| MLB Power Pros                                                                                     | Konami                                           | 2K Sports KonamiJP                                                                   | 2007 | ✔  |     | ✔  |
| MLB Power Pros 2008                                                                                | Konami                                           | 2K Sports KonamiJP                                                                   | 2008 | ✔  |     | ✔  |
| MLB Superstars                                                                                     |                                                  | 2K Sports                                                                            | 2008 |    |     | ✔  |
| Mobile Suit Gundam: MS Sensen 0079                                                                 |                                                  | Namco Bandai                                                                         | 2007 | ✔  |     |    |
| Momotaro Dentetsu 16                                                                               |                                                  | Hudson Soft                                                                          | 2007 | ✔  |     |    |
| The Monkey King: The Legend Begins                                                                 |                                                  | UFO Interactive                                                                      | 2007 | ✔  |     | ✔  |
| Monkey Madness                                                                                     |                                                  | Ubisoft                                                                              | 2008 |    | ✔   |    |
| Monkey Mischief! 20 GamesPAL Monkey Mischief Party TimeNA                                          |                                                  | Activision                                                                           | 2008 |    | ✔   | ✔  |
| Monopoly                                                                                           |                                                  | Electronic Arts                                                                      | 2008 | ✔  | ✔   | ✔  |
| Monster 4X4: Stunt Racer                                                                           |                                                  | Ubisoft                                                                              | 2009 |    |     | ✔  |
| Monster 4x4: World Circuit                                                                         |                                                  | Ubisoft                                                                              | 2006 | ✔  | ✔   | ✔  |
| Monster Hunter G                                                                                   | Capcom                                           | Capcom                                                                               | 2009 | ✔  |     |    |
| Monster Hunter Tri                                                                                 | Capcom                                           | Capcom                                                                               | 2009 | ✔  | ✔   | ✔  |
| Monster Jam                                                                                        |                                                  | Activision                                                                           | 2007 |    | ✔   | ✔  |
| Monster Jam: Urban Assault                                                                         |                                                  | Activision                                                                           | 2008 |    |     | ✔  |
| Monster Lab                                                                                        |                                                  | Eidos Interactive                                                                    | 2008 |    | ✔   | ✔  |
| Monster Mayhem: Build & Battle                                                                     |                                                  | Crave Entertainment                                                                  | 2009 |    |     | ✔  |
| Monster Trucks Mayhem                                                                              |                                                  | Zoo Games                                                                            | 2009 |    |     | ✔  |
| Monster Trux: ArenasPAL                                                                            |                                                  | Conspiracy Entertainment Data Design InteractivePAL                                  | 2007 |    | ✔   | ✔  |
| Monster Trux Offroad                                                                               |                                                  | Bold Games Data Design InteractivePAL                                                | 2007 |    | ✔   | ✔  |
| Monsters vs. Aliens Video Game                                                                     |                                                  | Activision                                                                           | 2009 |    |     | ✔  |
| Mortal Kombat: Armageddon                                                                          |                                                  | Midway Games                                                                         | 2007 |    | ✔   | ✔  |
| Mortimer Beckett and the Secrets of Spooky Manor                                                   |                                                  | RealNetworks                                                                         | 2008 |    |     | ✔  |
| MotoGP '08                                                                                         |                                                  | Capcom                                                                               | 2008 |    | ✔   | ✔  |
| Mountain Sports                                                                                    |                                                  | Activision                                                                           | 2009 |    |     | ✔  |
| Mr. Bean's Wacky World                                                                             |                                                  | Blast! Entertainment                                                                 | 2008 |    | ✔   |    |
| The Mummy: Tomb of the Dragon Emperor                                                              |                                                  | Sierra Entertainment                                                                 | 2008 |    | ✔   | ✔  |
| The Munchables                                                                                     |                                                  | Namco Bandai                                                                         | 2009 |    | ✔   | ✔  |
| Muramasa: The Demon Blade                                                                          | Vanillaware                                      | Marvelous EntertainmentJP Ignition EntertainmentNA Rising Star GamesPAL              | 2009 | ✔  | ✔   | ✔  |
| Mushroom Men                                                                                       |                                                  | Gamecock Media Group                                                                 | 2008 |    | ✔   | ✔  |
| Music Party: Rock the House                                                                        |                                                  | DTP Entertainment                                                                    | 2009 |    | ✔   |    |
| MX vs. ATV: Untamed                                                                                |                                                  | THQ                                                                                  | 2008 |    | ✔   | ✔  |
| My Baby First Steps                                                                                |                                                  | South Peak Interactive                                                               | 2009 |    |     | ✔  |
| My Ballet Studio                                                                                   |                                                  | 505 Games                                                                            | 2009 |    |     | ✔  |
| My Fitness Coach: Get in Shape                                                                     |                                                  | Ubisoft                                                                              | 2008 |    | ✔   | ✔  |
| My Fitness Coach 2: Exercise & Nutrition                                                           |                                                  | Ubisoft                                                                              | 2010 |    |     | ✔  |
| My Horse and Me                                                                                    |                                                  | Atari                                                                                | 2007 |    | ✔   | ✔  |
| My Horse and Me 2                                                                                  |                                                  | Atari                                                                                | 2008 |    | ✔   | ✔  |
| My Pet Hotel                                                                                       |                                                  | DTP Entertainment                                                                    | 2008 |    | ✔   |    |
| My Vet Practice                                                                                    |                                                  | DTP Entertainment                                                                    |      |    | ✔   |    |
| MySims                                                                                             |                                                  | Electronic Arts                                                                      | 2007 | ✔  | ✔   | ✔  |
| MySims Agents                                                                                      |                                                  | Electronic Arts                                                                      | 2009 |    |     | ✔  |
| MySims Kingdom                                                                                     |                                                  | Electronic Arts                                                                      | 2008 | ✔  | ✔   | ✔  |
| MySims Party                                                                                       |                                                  | Electronic Arts                                                                      | 2009 | ✔  | ✔   | ✔  |
| MySims Racing                                                                                      |                                                  | Electronic Arts                                                                      | 2009 | ✔  | ✔   | ✔  |
| Myth Makers: Orbs of Doom                                                                          |                                                  | Bold Games Data Design InteractivePAL                                                | 2007 |    | ✔   | ✔  |
| Myth Makers Super Kart GP                                                                          |                                                  | Conspiracy Entertainment Data Design InteractivePAL                                  | 2007 |    | ✔   | ✔  |
| Myth Makers: Trixie in Toyland                                                                     |                                                  | Conspiracy Entertainment Data Design InteractivePAL                                  | 2008 |    | ✔   | ✔  |
| My Word Coach                                                                                      |                                                  | Ubisoft                                                                              | 2007 |    | ✔   | ✔  |
| The Naked Brothers Band: The Videogame                                                             |                                                  | THQ                                                                                  | 2008 |    | ✔   | ✔  |
| Namco Museum Remix                                                                                 |                                                  | Namco Bandai                                                                         | 2007 | ✔  | ✔   | ✔  |
| Nancy Drew: The White Wolf of Icicle Creek                                                         |                                                  | Sega                                                                                 | 2008 |    |     | ✔  |
| Naruto Shippūden: Gekitō Ninja Taisen! EX                                                          | Eighting                                         | Tomy/D3 Publisher                                                                    | 2007 | ✔  |     |    |
| Naruto Shippūden: Gekitō Ninja Taisen! EX 2                                                        | Eighting                                         | Tomy/D3 Publisher                                                                    | 2007 | ✔  |     |    |
| Naruto Shippūden: Gekitō Ninja Taisen! EX 3                                                        | Eighting                                         | Tomy/D3 Publisher                                                                    | 2008 | ✔  |     |    |
| Naruto Shippūden: Gekitō Ninja Taisen! Special                                                     | Eighting                                         | Tomy/D3 Publisher                                                                    | 2010 | ✓  |     |    |
| Naruto Shippuden: Dragon Blade Chronicles *Naruto Shippūden: RyujinkiJP                            | Eighting                                         | Tomy                                                                                 | 2009 | ✔  | ✓   | ✓  |
| Naruto: Clash of Ninja Revolution                                                                  | Eighting                                         | Tomy/D3 Publisher                                                                    | 2007 |    | ✔   | ✔  |
| Naruto: Clash of Ninja Revolution 2                                                                | Eighting                                         | Tomy/D3 Publisher                                                                    | 2008 |    | ✔   | ✔  |
| Naruto Shippuden: Clash of Ninja Revolution 3                                                      | Eighting                                         | Tomy/D3 Publisher                                                                    | 2009 |    | ✔   | ✔  |
| NASCAR Kart Racing                                                                                 |                                                  | Electronic Arts                                                                      | 2009 |    |     | ✔  |
| NBA 2K10                                                                                           |                                                  | 2K Sports                                                                            | 2009 |    |     | ✔  |
| NBA Jam                                                                                            |                                                  | Electronic Arts                                                                      | 2010 |    |     | ✔  |
| NBA Live 08                                                                                        |                                                  | Electronic Arts                                                                      | 2007 |    | ✔   | ✔  |
| NBA Live 09 All-Play                                                                               |                                                  | Electronic Arts                                                                      | 2008 |    |     | ✔  |
| NCAA Football 09 All-Play                                                                          |                                                  | Electronic Arts                                                                      | 2008 |    |     | ✔  |
| Need for Speed: Nitro                                                                              |                                                  | Electronic Arts                                                                      | 2009 | ✔  | ✔   | ✔  |
| Need for Speed: Carbon                                                                             |                                                  | Electronic Arts                                                                      | 2006 | ✔  | ✔   | ✔  |
| Need for Speed: ProStreet                                                                          |                                                  | Electronic Arts                                                                      | 2007 | ✔  | ✔   | ✔  |
| Need for Speed: Undercover                                                                         |                                                  | Electronic Arts                                                                      | 2008 | ✔  | ✔   | ✔  |
| Neighborhood Games Big Family GamesPAL                                                             |                                                  | THQ                                                                                  | 2009 |    | ✔   | ✔  |
| Neopets Puzzle Adventure                                                                           |                                                  | Capcom                                                                               | 2008 |    |     | ✔  |
| Nerf N-Strike                                                                                      |                                                  | Electronic Arts                                                                      | 2008 |    |     | ✔  |
| Nerf: N-Strike Elite                                                                               |                                                  | Electronic Arts                                                                      | 2009 |    |     | ✔  |
| New Play Control! Chibi-Robo!                                                                      | Skip                                             | Nintendo                                                                             | 2009 | ✔  |     |    |
| New Play Control! Donkey Kong Jungle Beat                                                          | Nintendo                                         | Nintendo                                                                             | 2009 | ✔  | ✔   | ✔  |
| New Play Control! Mario Power Tennis                                                               | Camelot                                          | Nintendo                                                                             | 2009 | ✔  | ✔   | ✔  |
| New Play Control! Metroid Prime                                                                    | Retro Studios                                    | Nintendo                                                                             | 2009 | ✔  |     |    |
| New Play Control! Metroid Prime 2                                                                  | Retro Studios                                    | Nintendo                                                                             | 2009 | ✔  |     |    |
| New Play Control! Pikmin                                                                           | Nintendo                                         | Nintendo                                                                             | 2009 | ✔  | ✔   | ✔  |
| New Play Control! Pikmin 2                                                                         | Nintendo                                         | Nintendo                                                                             | 2009 | ✔  | ✔   |    |
| New Super Mario Bros. Wii                                                                          | Nintendo                                         | Nintendo                                                                             | 2009 | ✔  | ✔   | ✔  |
| NHL 2K9                                                                                            |                                                  | 2K Sports                                                                            | 2008 |    |     | ✔  |
| NHL 2K10                                                                                           |                                                  | Take-Two Interactive                                                                 | 2009 |    |     | ✔  |
| Nicktoons: Attack of the Toybots                                                                   |                                                  | THQ                                                                                  | 2007 | ✔  | ✔   | ✔  |
| Night At The Museum: Battle of The Smithsonian                                                     |                                                  | Majesco                                                                              | 2009 |    |     | ✔  |
| Nights: Journey of Dreams                                                                          | Sega                                             | Sega                                                                                 | 2007 | ✔  | ✔   | ✔  |
| Ni Hao, Kai-Lan: Super Game Day                                                                    |                                                  | Take-Two Interactive                                                                 | 2009 |    |     | ✔  |
| Ninjabread Man                                                                                     |                                                  | Conspiracy Entertainment Data Design InteractivePAL                                  | 2007 |    | ✔   | ✔  |
| Ninja Reflex                                                                                       |                                                  | Electronic Arts/Nunchuck Games                                                       | 2008 | ✔  | ✔   | ✔  |
| Nitrobike                                                                                          |                                                  | Ubisoft                                                                              | 2008 | ✔  | ✔   | ✔  |
| Nobunaga's Ambition Kakushin                                                                       |                                                  | Koei                                                                                 | 2008 | ✔  |     |    |
| Nodame Cantabile: Dream Orchestra                                                                  |                                                  | Namco Bandai                                                                         | 2007 | ✔  |     |    |
| North American Hunting Extravaganza                                                                |                                                  | Destineer Inc                                                                        | 2008 |    |     | ✔  |
| No More Heroes                                                                                     | Grasshopper Manufacture                          | Marvelous EntertainmentJP UbisoftNA Rising Star GamesPAL                             | 2007 | ✔  | ✔   | ✔  |
| No More Heroes 2: Desperate Struggle                                                               | Grasshopper Manufacture                          | Marvelous EntertainmentJP UbisoftNA Rising Star GamesPAL                             | 2010 | ✔  | ✔   | ✔  |
| NPPL Championship Paintball 2009 Millenium Series Championship Paintball 2009PAL                   |                                                  | Activision                                                                           | 2009 |    | ✔   | ✔  |
| Obscure: The Aftermath Obscure IIPAL                                                               |                                                  | Ignition Entertainment Playlogic EntertainmentPAL                                    | 2008 |    |     | ✔  |
| Ocean Commander                                                                                    |                                                  | Valcon Games Lexicon EntertainmentPAL                                                | 2009 |    | ✔   | ✔  |
| Octomania                                                                                          |                                                  | Conspiracy Entertainment                                                             | 2007 | ✔  |     | ✔  |
| Offroad Extreme! Special Edition                                                                   |                                                  | Conspiracy Entertainment Data Design InteractivePAL                                  | 2007 |    | ✔   | ✔  |
| Offshore Tycoon                                                                                    |                                                  | Valcon Games Cyber PlanetPAL                                                         | 2009 |    |     | ✔  |
| Ōkami                                                                                              | Capcom Ready at Dawn                             | Capcom                                                                               | 2008 |    | ✔   | ✔  |
| One Piece: Unlimited Adventure                                                                     | Ganbarion                                        | Namco Bandai                                                                         | 2007 | ✔  |     | ✔  |
| One Piece: Unlimited Cruise Episode 1                                                              | Ganbarion                                        | Namco Bandai                                                                         | 2008 | ✔  | ✔   |    |
| One Piece: Unlimited Cruise Episode 2                                                              | Ganbarion                                        | Namco Bandai                                                                         | 2009 | ✔  |     |    |
| OneChanbara: Bikini Zombie Slayers                                                                 |                                                  | D3 Publisher                                                                         | 2008 | ✔  | ✔   | ✔  |
| Open Season                                                                                        |                                                  | Ubisoft                                                                              | 2006 |    | ✔   | ✔  |
| Opoona                                                                                             |                                                  | Koei                                                                                 | 2007 | ✔  | ✔   | ✔  |
| Order Up!                                                                                          |                                                  | Zoo Games                                                                            | 2008 |    | ✔   | ✔  |
| Our House: Party!                                                                                  |                                                  | Majesco Entertainment                                                                | 2009 |    |     | ✔  |
| Overlord: Dark Legend                                                                              |                                                  | Codemasters                                                                          | 2009 |    | ✔   | ✔  |
| Pacific Liberator                                                                                  |                                                  | Zoo Games                                                                            | 2009 |    |     | ✔  |
| Pajama Sam: Don't Fear the Dark                                                                    |                                                  | Majesco                                                                              | 2008 |    | ✔   | ✔  |
| Party Crashers                                                                                     |                                                  | Detn8 Games                                                                          | 2009 |    | ✔   |    |
| Party Pigs: FarmYard Games                                                                         |                                                  | Destineer                                                                            | 2009 |    |     | ✔  |
| Paws & Claws: Pet Resort                                                                           |                                                  | THQ                                                                                  | 2009 |    |     | ✔  |
| Paws & Claws: Pet Vet                                                                              |                                                  | THQ                                                                                  | 2009 |    |     | ✔  |
| PBR: Out of the Chute                                                                              |                                                  | D2C Games                                                                            | 2008 |    |     | ✔  |
| PDC World Championship Darts 2008                                                                  |                                                  | Oxygen Games                                                                         | 2008 |    | ✔   | ✔  |
| Penny Racers Party: Turbo-Q Speedway                                                               |                                                  | Tomy                                                                                 | 2008 | ✔  |     | ✔  |
| Peter Pan's Playground                                                                             |                                                  | Phoenix Games                                                                        | 2008 |    | ✔   |    |
| Pet Pals: Animal Doctor                                                                            |                                                  | Majesco Legacy InteractivePAL                                                        | 2008 |    | ✔   | ✔  |
| Petz Catz 2                                                                                        |                                                  | UbisoftNA                                                                            | 2007 | ✔  | ✔   | ✔  |
| Petz Dogz 2                                                                                        |                                                  | UbisoftNA                                                                            | 2007 | ✔  | ✔   | ✔  |
| Petz Crazy Monkeyz                                                                                 |                                                  | UbisoftNA                                                                            | 2008 | ✔  |     | ✔  |
| Petz Sports: Dog Playground                                                                        |                                                  | Ubisoft                                                                              | 2008 |    | ✔   | ✔  |
| Petz Horsez 2 Pippa Funnell: Ranch RescuePAL                                                       |                                                  | Ubisoft                                                                              | 2007 |    | ✔   | ✔  |
| Petz: Horsez Club                                                                                  |                                                  | Ubisoft                                                                              | 2008 |    |     | ✔  |
| Petz Rescue Wildlife Vet                                                                           |                                                  | Ubisoft                                                                              | 2008 |    | ✔   | ✔  |
| Phantom Brave: We Meet Again                                                                       | Nippon Ichi Software System Prisma               | NIS America Nippon Ichi SoftwareJP                                                   | 2009 | ✔  |     | ✔  |
| Pimp My Ride                                                                                       |                                                  | Activision                                                                           | 2008 |    | ✔   | ✔  |
| Pinball Hall of Fame - The Gottlieb Collection                                                     |                                                  | Crave                                                                                | 2010 |    |     | ✔  |
| Pinball Hall of Fame: The Williams Collection Williams Pinball ClassicsPAL                         |                                                  | Crave Entertainment System 3PAL                                                      | 2008 |    | ✔   | ✔  |
| Pipe Mania                                                                                         |                                                  | Empire Interactive                                                                   | 2008 |    | ✔   |    |
| Pirate's Quest: Hunt for Blackbeard's Booty                                                        |                                                  | Activision                                                                           | 2008 |    | ✔   | ✔  |
| Pirates of the Caribbean: At World's End                                                           |                                                  | Disney Interactive Studios                                                           | 2007 | ✔  | ✔   | ✔  |
| Pirates vs. Ninjas Dodgeball                                                                       |                                                  | Gamecock                                                                             | 2009 |    |     | ✔  |
| Pitfall: The Big Adventure                                                                         |                                                  | Activision                                                                           | 2008 |    |     | ✔  |
| Planet 51                                                                                          |                                                  | Sega                                                                                 | 2009 |    |     | ✔  |
| Playmobil: Circus                                                                                  |                                                  | Dreamcatcher                                                                         | 2009 |    |     | ✔  |
| Pokémon Battle Revolution                                                                          |                                                  | Nintendo                                                                             | 2006 | ✔  | ✔   | ✔  |
| Pokémon Black and White                                                                            |                                                  | Nintendo                                                                             | 2010 |    |     |    |
| Pool Hall Pro                                                                                      |                                                  | Playlogic                                                                            | 2009 |    | ✔   | ✔  |
| Pool Party                                                                                         |                                                  | SouthPeak Interactive                                                                | 2007 |    | ✔   | ✔  |
| Pop'n Music                                                                                        |                                                  | Konami                                                                               | 2009 |    |     | ✔  |
| PopStar Guitar                                                                                     | XS Games                                         |                                                                                      | 2008 | ✔  | ✔   |    |
| Power Rangers: Samurai (jogo eletrônico)                                                           | Bandai                                           |                                                                                      | 2011 | ✔  | ✔   |    |
| Press Your Luck 2010 Edition                                                                       |                                                  | Ubisoft                                                                              | 2009 |    |     | ✔  |
| The Price Is Right                                                                                 |                                                  | Ubisoft                                                                              | 2008 |    |     | ✔  |
| The Price Is Right 2010                                                                            |                                                  | Ubisoft                                                                              | 2009 |    |     | ✔  |
| Prince of Persia: Rival Swords                                                                     | Ubisoft                                          | Ubisoft                                                                              | 2007 |    | ✔   | ✔  |
| Prince of Persia: The Forgotten Sands (Wii Version)                                                | Ubisoft Québec                                   | Ubisoft                                                                              | 2010 | ✔  | ✔   | ✔  |
| Pro Evolution Soccer 2008                                                                          | Konami                                           | Konami                                                                               | 2007 | ✔  | ✔   | ✔  |
| Pro Evolution Soccer 2009                                                                          | Konami                                           | Konami                                                                               | 2008 | ✔  | ✔   | ✔  |
| Pro Evolution Soccer 2010                                                                          | Konami                                           | Konami                                                                               | 2009 | ✔  | ✔   | ✔  |
| Pro Golfer Saru                                                                                    |                                                  | Namco Bandai                                                                         | 2008 | ✔  |     |    |
| Professor Heinz Wolff's Gravity                                                                    |                                                  | Deep Silver                                                                          | 2009 |    | ✔   | ✔  |
| Punch-Out!!                                                                                        | Next Level Games                                 | Nintendo                                                                             | 2009 | ✔  | ✔   | ✔  |
| Puppy Luv                                                                                          |                                                  | Activision                                                                           | 2007 |    | ✔   | ✔  |
| Purr Pals                                                                                          |                                                  | Crave Entertainment                                                                  | 2008 |    |     | ✔  |
| Puyo Puyo! 15th Anniversary                                                                        | Sega                                             | Sega                                                                                 | 2007 | ✔  |     |    |
| Puzzle Balls                                                                                       |                                                  | System 3                                                                             | 2007 |    | ✔   |    |
| Puzzle Challenges and More                                                                         |                                                  | Crave Entertainment                                                                  | 2009 |    |     | ✔  |
| Puzzle Kingdoms                                                                                    |                                                  | Zoo Games                                                                            | 2009 |    |     | ✔  |
| Puzzle Quest: Challenge of the Warlords                                                            |                                                  | D3 Publisher                                                                         | 2007 |    | ✔   | ✔  |
| Puzzler Collection                                                                                 |                                                  | Zoo Games                                                                            | 2008 |    | ✔   | ✔  |
| Quantum of Solace                                                                                  |                                                  | Activision                                                                           | 2008 | ✔  | ✔   | ✔  |
| Rampage: Total Destruction                                                                         |                                                  | Midway Games                                                                         | 2006 |    | ✔   | ✔  |
| Rabbids Go Home                                                                                    | Ubisoft                                          | Ubisoft                                                                              | 2009 |    | ✔   | ✔  |
| Rapala Fishing Frenzy                                                                              |                                                  | Activision                                                                           | 2008 |    | ✔   | ✔  |
| Rapala Tournament Fishing                                                                          |                                                  | Activision                                                                           | 2006 |    | ✔   | ✔  |
| Rapala We Fish                                                                                     |                                                  | Activision                                                                           | 2009 |    |     | ✔  |
| Ratatouille                                                                                        |                                                  | THQ                                                                                  | 2007 | ✔  | ✔   | ✔  |
| Rayman Raving Rabbids TV Party                                                                     | Ubisoft                                          | Ubisoft                                                                              | 2008 | ✔  | ✔   | ✔  |
| Rayman Raving Rabbids                                                                              | Ubisoft                                          | Ubisoft                                                                              | 2006 | ✔  | ✔   | ✔  |
| Rayman Raving Rabbids 2                                                                            | Ubisoft                                          | Ubisoft                                                                              | 2007 | ✔  | ✔   | ✔  |
| Real Heroes: Firefighter                                                                           |                                                  | Conspiracy Entertainment                                                             | 2009 |    |     | ✔  |
| Ready 2 Rumble: Revolution                                                                         |                                                  | Atari                                                                                | 2009 |    | ✔   | ✔  |
| Rebel Raiders: Operation Nighthawk                                                                 |                                                  | XS Games                                                                             | 2008 |    |     | ✔  |
| Rec Room Games                                                                                     |                                                  | Destineer                                                                            | 2009 |    |     | ✔  |
| Red Steel                                                                                          | Ubisoft                                          | Ubisoft                                                                              | 2006 | ✔  | ✔   | ✔  |
| Red Steel 2                                                                                        | Ubisoft                                          | Ubisoft                                                                              | 2010 | ✔  | ✔   | ✔  |
| Reel Fishing: Angler's Dream                                                                       |                                                  | Natsume                                                                              | 2009 | ✔  |     | ✔  |
| Remington North American Bird Hunt                                                                 |                                                  | Mastiff                                                                              | 2009 |    |     | ✔  |
| Resident Evil Archives: Resident Evil                                                              | Capcom                                           | Capcom                                                                               | 2008 | ✔  | ✔   | ✔  |
| Resident Evil: The Darkside Chronicles                                                             | Cavia                                            | Capcom                                                                               | 2009 | ✔  | ✔   | ✔  |
| Resident Evil 4: Wii Edition                                                                       | Capcom                                           | Capcom                                                                               | 2007 | ✔  | ✔   | ✔  |
| Resident Evil: The Umbrella Chronicles                                                             | Cavia                                            | Capcom                                                                               | 2007 | ✔  | ✔   | ✔  |
| Resident Evil Archives: Resident Evil Zero                                                         | Capcom                                           | Capcom                                                                               | 2008 | ✔  | ✔   | ✔  |
| Rig Racer 2                                                                                        |                                                  | Bold Games Data Design InteractivePAL                                                | 2007 |    | ✔   | ✔  |
| Ringling Bros. and Barnum & Bailey                                                                 |                                                  | Take-Two Interactive                                                                 | 2009 |    |     | ✔  |
| Rock Band                                                                                          | Harmonix Music Systems Pi Studios                | MTV Games                                                                            | 2008 |    | ✔   | ✔  |
| Rock Band 2                                                                                        | Harmonix Music Systems Pi Studios                | MTV Games                                                                            | 2008 |    |     | ✔  |
| Rock Band Country Track Pack                                                                       | Harmonix Music Systems                           | MTV Games                                                                            | 2009 |    |     | ✔  |
| Rock Band Metal Track Pack                                                                         | Harmonix Music Systems                           | MTV Games                                                                            | 2009 |    |     | ✔  |
| Rock Band Track Pack Volume 1                                                                      | Harmonix Music Systems                           | MTV Games                                                                            | 2008 |    |     | ✔  |
| Rock Band Track Pack Volume 2                                                                      | Harmonix Music Systems                           | MTV Games                                                                            | 2008 |    | ✔   | ✔  |
| Rock Band Track Pack Classic Rock                                                                  | Harmonix Music Systems                           | MTV Games                                                                            | 2009 |    |     | ✔  |
| Rock'N'Roll Adventures                                                                             |                                                  | Conspiracy Entertainment Data Design InteractivePAL                                  | 2007 |    | ✔   |    |
| Rockstar Games presents Table Tennis                                                               |                                                  | Rockstar Games                                                                       | 2007 |    | ✔   | ✔  |
| Rogue Trooper: Quartz Zone Massacre                                                                |                                                  | Graffiti Entertainment                                                               | 2008 |    | ✔   | ✔  |
| Rolling Stone: Drum King                                                                           |                                                  | 505 Games                                                                            | 2009 |    |     | ✔  |
| Roogoo: Twisted Towers                                                                             |                                                  | SouthPeak Interactive                                                                | 2009 |    |     | ✔  |
| Romance of the Three Kingdoms XI                                                                   | Koei                                             | Koei                                                                                 | 2007 | ✔  |     |    |
| Rubik's Puzzle World                                                                               |                                                  | The Game Factory                                                                     | 2008 |    | ✔   | ✔  |
| Rune Factory Frontier                                                                              | Neverland Marvelous Entertainment                | Marvelous Entertainment/Xseed GamesNA Marvelous EntertainmentJP Rising Star GamesPAL | 2008 | ✔  |     | ✔  |
| Rygar: The Battle of Argus                                                                         | Tecmo                                            | Tecmo                                                                                | 2008 | ✔  | ✔   | ✔  |
| Safari Adventures: Africa                                                                          |                                                  | Conspiracy Entertainment                                                             | 2009 |    |     | ✔  |
| Safar WII                                                                                          |                                                  | Nobilis                                                                              | 2009 |    | ✔   |    |
| Safecracker: The Ultimate Puzzle Adventure                                                         |                                                  | DreamCatcher Interactive                                                             | 2008 |    | ✔   | ✔  |
| Saint                                                                                              |                                                  | UFO Interactive                                                                      | 2007 | ✔  | ✔   | ✔  |
| Sakura Wars: So Long, My Love                                                                      | Sega Red Entertainment Idea Factory              | Nis America                                                                          | 2010 |    |     | ✔  |
| Sam & Max: Season One                                                                              | Telltale Games                                   | DreamCatcher Interactive/The Adventure Company JoWooD ProductionsPAL                 | 2008 |    | ✔   | ✔  |
| Sam & Max Beyond Time and Space                                                                    | Telltale Games                                   | Atari                                                                                | 2009 |    |     | ✔  |
| Samba de Amigo                                                                                     | Sega Gearbox Software                            | Sega                                                                                 | 2008 | ✔  | ✔   | ✔  |
| Samurai Shodown Anthology                                                                          | SNK Playmore                                     | SNK Playmore                                                                         | 2008 | ✔  | ✔   | ✔  |
| Samurai Warriors: Katana                                                                           | Omega Force                                      | Koei                                                                                 | 2007 | ✔  | ✔   | ✔  |
| Samurai Warriors 3                                                                                 | Omega Force                                      | Koei                                                                                 | 2009 | ✔  |     |    |
| Scarface: The World Is Yours                                                                       |                                                  | Sierra Entertainment                                                                 | 2007 |    | ✔   | ✔  |
| Scene It? Bright Lights! Big Screen!                                                               |                                                  | Warner Bros. Interactive                                                             | 2009 |    |     | ✔  |
| Scene It? Twilight                                                                                 |                                                  | Konami                                                                               | 2009 |    |     | ✔  |
| Science Papa                                                                                       |                                                  | Activision                                                                           | 2009 |    |     | ✔  |
| Scooby-Doo! First Frights                                                                          |                                                  | Warner Bros. Interactive                                                             | 2009 |    |     | ✔  |
| SCORE International Baja 1000                                                                      |                                                  | Activision                                                                           | 2008 |    | ✔   | ✔  |
| SD Gundam: Scad Hammers                                                                            |                                                  | Namco Bandai                                                                         | 2006 | ✔  |     |    |
| Sea Monsters: A Prehistoric Adventure                                                              |                                                  | Destination Software Zoo Digital PublishingPAL                                       | 2007 |    | ✔   | ✔  |
| Secret Files: Tunguska                                                                             |                                                  | DreamCatcher Interactive Deep SilverPAL                                              | 2008 |    | ✔   | ✔  |
| Secret Files 2: Puritas Cordis                                                                     |                                                  | Deep Silver                                                                          | 2009 |    | ✔   |    |
| Secret Saturdays: Beasts Of The 5th Sun                                                            |                                                  | D3 Publishing                                                                        | 2009 |    |     | ✔  |
| Sega Bass Fishing                                                                                  |                                                  | Sega                                                                                 | 2008 | ✔  | ✔   | ✔  |
| Sega Superstars Tennis                                                                             | Sumo Digital                                     | Sega                                                                                 | 2008 |    | ✔   | ✔  |
| Sengoku Basara 2                                                                                   | Capcom                                           | Capcom                                                                               | 2007 | ✔  |     |    |
| Sengoku Basara Samurai Heroes                                                                      | Capcom                                           | Capcom                                                                               | 2010 |    |     |    |
| Gold's Gym Cardio WorkoutNA Shape Boxing: Wii de Enjoy! DietJP My Fitness Coach: Cardio WorkoutPAL |                                                  | Rocket CompanyJP,[carece de fontes?] UbisoftPAL, NA                                  | 2008 | ✔  | ✔   | ✔  |
| Shaun White Snowboarding: Road Trip                                                                |                                                  | Ubisoft                                                                              | 2008 |    | ✔   | ✔  |
| Shaun White Snowboarding: World Stage                                                              |                                                  | Ubisoft                                                                              | 2009 |    | ✔   | ✔  |
| Shimano Xtreme Fishing                                                                             |                                                  | Mastiff                                                                              | 2009 |    |     | ✔  |
| Shiren the Wanderer                                                                                | Chunsoft                                         | SegaJP AtlusNA                                                                       | 2008 | ✔  |     | ✔  |
| Showtime Championship Boxing                                                                       |                                                  | Destination Software Zoo Digital PublishingPAL                                       | 2007 |    | ✔   | ✔  |
| Shrek's Carnival Craze Party Games                                                                 |                                                  | Activision                                                                           | 2008 |    | ✔   | ✔  |
| Shrek the Third                                                                                    |                                                  | Activision                                                                           | 2007 |    | ✔   | ✔  |
| Silent Hill: Shattered Memories                                                                    | Climax Studios                                   | Konami                                                                               | 2010 | ✔  | ✔   | ✔  |
| SimAnimals                                                                                         |                                                  | Electronic Arts                                                                      | 2009 | ✔  | ✔   | ✔  |
| SimAnimals Africa                                                                                  |                                                  | Electronic Arts                                                                      | 2009 |    |     | ✔  |
| SimCity Creator                                                                                    |                                                  | Electronic Arts                                                                      | 2008 | ✔  | ✔   | ✔  |
| Simple 2000 Series Wii Vol. 1: The Table Game                                                      |                                                  | D3 Publisher                                                                         | 2008 | ✔  |     |    |
| Simple 2000 Series Wii Vol. 2: The Party Game                                                      |                                                  | D3 Publisher                                                                         | 2008 | ✔  |     |    |
| Simple Wii Series Vol.1: The Minna de Kaato Reesu                                                  |                                                  | D3 Publisher                                                                         | 2007 | ✔  |     |    |
| Simple Wii Series Vol.2: The Minna de Basu Duri Taikai                                             |                                                  | D3 Publisher                                                                         | 2007 | ✔  |     |    |
| Simple Wii Series Vol.3: The Paatii Kajino                                                         |                                                  | D3 Publisher                                                                         | 2007 | ✔  |     |    |
| Simple Wii Series Vol.4: The Shuutingu Akushon                                                     |                                                  | D3 Publisher                                                                         | 2007 | ✔  |     |    |
| Simple Wii Series Vol.5: The Burokku Kuzushi                                                       |                                                  | D3 Publisher                                                                         | 2008 | ✔  |     |    |
| Simple Wii Series Vol.6: The Waiwai Konbatto                                                       |                                                  | D3 Publisher                                                                         | 2008 | ✔  |     |    |
| The Simpsons Game                                                                                  |                                                  | Electronic Arts                                                                      | 2007 |    | ✔   | ✔  |
| The Sims 2: Castaway                                                                               |                                                  | Electronic Arts                                                                      | 2007 |    | ✔   | ✔  |
| The Sims 2: Pets                                                                                   |                                                  | Electronic Arts                                                                      | 2007 |    | ✔   | ✔  |
| Sin and Punishment: Sora no Kōkeisha                                                               | Treasure                                         | Nintendo                                                                             | 2009 | ✔  | ✔   | ✔  |
| Six Flags Fun Park Fun Park PartyPAL                                                               |                                                  | Brash Entertainment                                                                  | 2009 |    |     | ✔  |
| Skate City Heroes                                                                                  |                                                  | Zoo Games                                                                            | 2008 |    |     | ✔  |
| Skate It                                                                                           |                                                  | Electronic Arts                                                                      | 2008 | ✔  | ✔   | ✔  |
| Ski and Shoot                                                                                      |                                                  | Conspiracy Entertainment RTL GamesPAL                                                | 2008 |    | ✔   | ✔  |
| Ski-Doo: Snowmobile Challenge                                                                      |                                                  | Valcon Games                                                                         | 2009 |    |     | ✔  |
| The Sky Crawlers: Innocent Aces                                                                    | Namco                                            | Namco Bandai Xseed GamesNA                                                           | 2008 | ✔  |     | ✔  |
| Sleepover Party                                                                                    |                                                  | Ubisoft                                                                              | 2010 |    |     | ✔  |
| Smarty Pants                                                                                       |                                                  | Electronic Arts                                                                      | 2007 |    | ✔   | ✔  |
| Smiley World Island Challenge                                                                      |                                                  | Zoo Games                                                                            | 2009 |    | ✔   | ✔  |
| SNK Arcade Classics Vol. 1                                                                         | SNK Playmore                                     | SNK Playmore                                                                         | 2008 |    | ✔   | ✔  |
| Solitaire & Mahjong                                                                                |                                                  | Crave Entertainment                                                                  | 2009 |    |     | ✔  |
| Sonic & Sega All-Stars Racing                                                                      | Sumo Digital                                     | Sega                                                                                 | 2010 | ✔  | ✔   | ✔  |
| Sonic and the Black Knight                                                                         | Sega                                             | Sega                                                                                 | 2009 | ✔  | ✔   | ✔  |
| Sonic Colors                                                                                       | Sega                                             | Sega                                                                                 | 2010 | ✔  | ✔   | ✔  |
| Sonic and the Secret Rings                                                                         | Sega                                             | Sega                                                                                 | 2007 | ✔  | ✔   | ✔  |
| Sonic Riders: Zero Gravity                                                                         | Sega                                             | Sega                                                                                 | 2008 | ✔  | ✔   | ✔  |
| Sonic Unleashed                                                                                    | Sega                                             | Sega                                                                                 | 2008 | ✔  | ✔   | ✔  |
| Soulcalibur Legends                                                                                | Namco                                            | Namco Bandai UbisoftPAL                                                              | 2007 | ✔  | ✔   | ✔  |
| Soul Eater: Monotone Princess                                                                      |                                                  | Square Enix                                                                          | 2008 | ✔  |     |    |
| So Blonde                                                                                          |                                                  | DTP Entertainment                                                                    | 2009 |    | ✔   |    |
| Space Camp                                                                                         |                                                  | Activision                                                                           | 2009 |    |     | ✔  |
| Space Chimps                                                                                       |                                                  | Brash Entertainment                                                                  | 2008 |    | ✔   | ✔  |
| Span Smasher                                                                                       | Artoon                                           | Nintendo                                                                             | 2010 |    |     |    |
| Spectrobes: Origins                                                                                |                                                  | Disney Interactive                                                                   | 2009 |    |     | ✔  |
| Speed Racer: The Game                                                                              |                                                  | Warner Bros. Interactive Zoo Digital PublishingPAL                                   | 2008 | ✔  | ✔   | ✔  |
| Speed Zone!                                                                                        |                                                  | Detn8 Games                                                                          | 2009 |    |     | ✔  |
| Spider-Man 3                                                                                       |                                                  | Activision                                                                           | 2007 |    | ✔   | ✔  |
| Spider-Man: Friend or Foe                                                                          |                                                  | Activision                                                                           | 2007 |    | ✔   | ✔  |
| Spider-Man: Web of Shadows                                                                         |                                                  | Activision                                                                           | 2008 |    | ✔   | ✔  |
| The Spiderwick Chronicles                                                                          |                                                  | Sierra Entertainment                                                                 | 2008 |    | ✔   | ✔  |
| SpongeBob's Atlantis SquarePantis                                                                  |                                                  | THQ                                                                                  | 2007 |    | ✔   | ✔  |
| SpongeBob's Truth Or Square                                                                        |                                                  | THQ                                                                                  | 2009 |    |     | ✔  |
| SpongeBob SquarePants: Creature from the Krusty Krab                                               |                                                  | THQ                                                                                  | 2006 | ✔  | ✔   | ✔  |
| SpongeBob SquarePants featuring Nicktoons: Globs of Doom                                           |                                                  | THQ                                                                                  | 2008 |    | ✔   | ✔  |
| Spore Hero                                                                                         |                                                  | Electronic Arts                                                                      | 2009 |    | ✔   | ✔  |
| Spray                                                                                              |                                                  | Tecmo                                                                                | 2008 |    |     | ✔  |
| Spy Fox in "Dry Cereal"                                                                            |                                                  | Majesco                                                                              | 2008 |    |     | ✔  |
| Spy Games: Elevator Mission Elevator ActionPAL                                                     |                                                  | UFO Interactive 505 GamesPAL                                                         | 2007 |    | ✔   | ✔  |
| Spyborgs                                                                                           | Bionic Games                                     | Capcom                                                                               | 2009 |    | ✔   | ✔  |
| Squeeballs Party                                                                                   |                                                  | Aksys Games                                                                          | 2009 |    |     | ✔  |
| SSX Blur                                                                                           |                                                  | Electronic Arts                                                                      | 2007 | ✔  | ✔   | ✔  |
| Star Trek: Conquest                                                                                |                                                  | Bethesda Softworks                                                                   | 2007 |    | ✔   | ✔  |
| Star Wars: The Clone Wars – Lightsaber Duels                                                       |                                                  | LucasArts                                                                            | 2008 |    | ✔   | ✔  |
| Star Wars: The Clone Wars - Republic Heroes                                                        |                                                  | LucasArts                                                                            | 2009 |    |     | ✔  |
| Star Wars: The Force Unleashed                                                                     |                                                  | LucasArts                                                                            | 2008 | ✔  | ✔   | ✔  |
| Storybook Workshop                                                                                 |                                                  | Konami                                                                               | 2009 |    |     | ✔  |
| Story Hour Adventures                                                                              |                                                  | Zoo Games                                                                            | 2008 |    | ✔   | ✔  |
| Story Hour Fairy Tales                                                                             |                                                  | Zoo Games                                                                            | 2008 |    | ✔   | ✔  |
| Suzumiya Haruhi no GekidōJP The Excitement of Haruhi Suzumiya                                      |                                                  | Kadokawa Shoten                                                                      | 2009 | ✔  |     |    |
| Suzumiya Haruhi no HeiretsuJP The Parallel of Haruhi Suzumiya                                      |                                                  | Sega                                                                                 | 2009 | ✔  |     |    |
| Sudoku                                                                                             |                                                  | Hudson Soft                                                                          | 2007 | ✔  |     |    |
| Sudoku Ball - Detective                                                                            |                                                  | Playlogic Entertainment                                                              | 2009 |    | ✔   |    |
| Sugoro Chronicle: Migite ni Ken wo Hidarite ni Saikoro wo                                          |                                                  | Compile Heart                                                                        | 2008 | ✔  |     |    |
| Summer Athletics                                                                                   | 49Games                                          | DTP Entertainment                                                                    | 2008 |    | ✔   | ✔  |
| Summer Sports: Paradise Island Sports PartyPAL                                                     |                                                  | Destineer                                                                            | 2008 |    | ✔   | ✔  |
| Summer Sports 2: Island Sports Party Summer Sports PartyPAL                                        |                                                  | Destineer                                                                            | 2008 |    | ✔   | ✔  |
| Super Fruit Fall                                                                                   |                                                  | Codemasters System 3PAL                                                              | 2006 |    | ✔   |    |
| Super Mario Galaxy                                                                                 | Nintendo                                         | Nintendo                                                                             | 2007 | ✔  | ✔   | ✔  |
| Super Mario Galaxy 2                                                                               | Nintendo                                         | Nintendo                                                                             | 2010 |    |     |    |
| Super Monkey Ball: Banana Blitz                                                                    | Sega                                             | Sega                                                                                 | 2006 | ✔  | ✔   | ✔  |
| Super Monkey Ball: Step & Roll                                                                     | Sega                                             | Sega                                                                                 | 2010 | ✔  | ✔   | ✔  |
| Super Paper Mario                                                                                  | Intelligent Systems                              | Nintendo                                                                             | 2007 | ✔  | ✔   | ✔  |
| Super Smash Bros. Brawl                                                                            | Nintendo Sora Game Arts                          | Nintendo                                                                             | 2008 | ✔  | ✔   | ✔  |
| Super Swing Golf Pangya! Golf with StylePAL                                                        |                                                  | Tecmo NintendoPAL                                                                    | 2006 | ✔  | ✔   | ✔  |
| Super Swing Golf: Season 2 Super Swing GolfPAL                                                     |                                                  | Tecmo Rising Star GamesPAL                                                           | 2007 | ✔  | ✔   | ✔  |
| Surf's Up                                                                                          |                                                  | Ubisoft                                                                              | 2007 |    | ✔   | ✔  |
| Taiko: Drum Master                                                                                 | Namco                                            | Namco Bandai                                                                         | 2008 | ✔  |     |    |
| Takuto of Magic                                                                                    |                                                  | Nintendo                                                                             | 2009 | ✔  |     |    |
| Tak and the Guardians of Gross                                                                     |                                                  | THQ                                                                                  | 2008 |    | ✔   | ✔  |
| The Tale of Despereaux                                                                             |                                                  | Atari                                                                                | 2008 |    | ✔   | ✔  |
| Tales of Symphonia: Dawn of the New World                                                          | Namco                                            | Namco Bandai                                                                         | 2008 | ✔  | ✔   | ✔  |
| Tales of Graces                                                                                    | Namco                                            | Namco Bandai                                                                         | 2009 | ✔  |     |    |
| Tamagotchi: Party On!                                                                              |                                                  | Namco Bandai                                                                         | 2006 | ✔  | ✔   | ✔  |
| Tamagotchi no Furifuri Kagekidan                                                                   |                                                  | Namco Bandai                                                                         | 2007 | ✔  |     |    |
| Target: Terror                                                                                     |                                                  | Konami                                                                               | 2008 |    |     | ✔  |
| Tatsunoko vs. Capcom: Cross Generation of Heroes                                                   | Capcom Eighting                                  | Capcom                                                                               | 2009 | ✔  |     |    |
| Tatsunoko vs. Capcom: Ultimate All-Stars                                                           | Capcom Eighting                                  | Capcom                                                                               | 2010 | ✔  |     | ✔  |
| Tchtonik: World Tour                                                                               |                                                  | Koch Media                                                                           | 2008 |    | ✔   |    |
| Team Elimination Games                                                                             |                                                  | Ubisoft                                                                              | 2009 |    |     | ✔  |
| Teenage Mutant Ninja Turtles: Smash-Up                                                             | Game Arts                                        | Ubisoft                                                                              | 2009 |    | ✔   | ✔  |
| Tecmo Bowl: Kickoff                                                                                |                                                  | Tecmo                                                                                | 2010 |    |     |    |
| Telly Addicts                                                                                      |                                                  | Ubisoft                                                                              | 2008 |    | ✔   |    |
| Ten Pin Alley 2                                                                                    |                                                  | XS Games                                                                             | 2008 |    |     | ✔  |
| Tenchu: Shadow Assassins                                                                           | Acquire                                          | From SoftwareJP Ubisoft                                                              | 2008 | ✔  |     | ✔  |
| The Hardy Boys: The Hidden Theft                                                                   |                                                  | Dreamcatcher                                                                         | 2009 |    | ✔   | ✔  |
| The Legend of Zelda: Skyward Sword                                                                 | Nintendo                                         | Nintendo                                                                             | 2011 | ✔  | ✔   | ✔  |
| The Legend of Zelda: Twilight Princess                                                             | Nintendo                                         | Nintendo                                                                             | 2006 | ✔  | ✔   | ✔  |
| Thrillville: Off the Rails                                                                         |                                                  | LucasArts                                                                            | 2007 |    | ✔   | ✔  |
| Tiger Woods PGA Tour 07                                                                            |                                                  | Electronic Arts                                                                      | 2007 |    | ✔   | ✔  |
| Tiger Woods PGA Tour 08                                                                            |                                                  | Electronic Arts                                                                      | 2007 | ✔  | ✔   | ✔  |
| Tiger Woods PGA Tour 09 All-Play                                                                   |                                                  | Electronic Arts                                                                      | 2008 |    | ✔   | ✔  |
| Tiger Woods PGA Tour 10                                                                            |                                                  | Electronic Arts                                                                      | 2009 |    | ✔   | ✔  |
| TMNT                                                                                               |                                                  | Ubisoft                                                                              | 2007 |    | ✔   | ✔  |
| TNA Impact!                                                                                        |                                                  | Midway Games                                                                         | 2008 |    | ✔   | ✔  |
| Tomb Raider: Anniversary                                                                           |                                                  | Eidos Interactive SpikeJP                                                            | 2007 | ✔  | ✔   | ✔  |
| Tomb Raider: Underworld                                                                            |                                                  | Eidos Interactive                                                                    | 2008 | ✔  | ✔   | ✔  |
| Tom Clancy's Splinter Cell: Double Agent                                                           |                                                  | Ubisoft                                                                              | 2006 |    | ✔   | ✔  |
| Tony Hawk: Ride                                                                                    |                                                  | Activision                                                                           | 2009 |    |     | ✔  |
| Tony Hawk's Downhill Jam                                                                           |                                                  | Activision                                                                           | 2006 |    | ✔   | ✔  |
| Tony Hawk's Proving Ground                                                                         |                                                  | Activision                                                                           | 2007 |    | ✔   | ✔  |
| Top Spin 3                                                                                         |                                                  | 2K Sports                                                                            | 2008 |    | ✔   | ✔  |
| Top Trumps Adventures                                                                              |                                                  | Ubisoft                                                                              | 2007 |    | ✔   |    |
| Top Trumps: Doctor Who                                                                             |                                                  | Eidos Interactive                                                                    | 2008 |    | ✔   |    |
| Tornado Outbreak                                                                                   |                                                  | Konami                                                                               | 2009 |    |     | ✔  |
| Totally Spies! Totally Party                                                                       |                                                  | Ubisoft                                                                              | 2008 |    | ✔   | ✔  |
| Tournament Pool                                                                                    |                                                  | Destineer                                                                            | 2009 |    |     | ✔  |
| Toy Story Mania!                                                                                   |                                                  | Disney Interactive                                                                   | 2009 |    |     | ✔  |
| Transformers: The Game                                                                             |                                                  | Activision                                                                           | 2007 | ✔  | ✔   | ✔  |
| Transformers: Revenge of the Fallen                                                                |                                                  | Activision                                                                           | 2009 |    | ✔   | ✔  |
| Trauma Center: New Blood                                                                           |                                                  | Atlus NintendoPAL                                                                    | 2007 | ✔  | ✔   | ✔  |
| Trauma Center: Second Opinion                                                                      |                                                  | Atlus NintendoPAL                                                                    | 2006 | ✔  | ✔   | ✔  |
| Trauma Team                                                                                        |                                                  | Atlus NintendoPAL                                                                    | 2010 |    |     |    |
| Trivial Pursuit                                                                                    |                                                  | Electronic Arts                                                                      | 2009 |    | ✔   | ✔  |
| TV Show King Party                                                                                 |                                                  | Gameloft                                                                             | 2008 |    | ✔   | ✔  |
| Twin Strike: Operation Thunder                                                                     |                                                  | Zoo Games                                                                            | 2008 |    |     | ✔  |
| uDraw Studio: Instant artist                                                                       |                                                  |                                                                                      |      |    |     |    |
| UFC Personal Trainer: The Ultimate Fitness System                                                  |                                                  |                                                                                      |      |    |     |    |
| Ultimate Band                                                                                      | Fall Line Studios                                | Disney Interactive Studios                                                           | 2008 |    | ✔   | ✔  |
| Ultimate Board Game Collection                                                                     |                                                  | Valcon Games Empire InteractivePAL                                                   | 2007 |    | ✔   | ✔  |
| Ultimate Duck Hunting                                                                              |                                                  | Detn8 Games                                                                          | 2007 |    |     | ✔  |
| Ultimate I Spy                                                                                     |                                                  | Scholastic Corporation                                                               | 2008 |    |     | ✔  |
| Ultimate Party Challenge                                                                           |                                                  | Konami                                                                               | 2009 |    |     | ✔  |
| Ultimate Shooting Collection                                                                       |                                                  | UFO Interactive                                                                      | 2008 | ✔  |     | ✔  |
| Up: The Video Game                                                                                 |                                                  | THQ                                                                                  | 2009 |    |     | ✔  |
| Urban Extreme: Street Rage                                                                         |                                                  | Data Design Interactive                                                              | 2008 |    | ✔   |    |
| Vacation Sports                                                                                    |                                                  |                                                                                      |      |    |     |    |
| Valhalla Knights: Eldar Saga                                                                       | Marvelous Entertainment                          | Marvelous Entertainment/Xseed Games                                                  |      | ✔  |     | ✔  |
| Vegas Party                                                                                        |                                                  | Storm City Games                                                                     | 2009 |    |     | ✔  |
| Vertigo                                                                                            |                                                  | Playlogic                                                                            | 2009 |    |     | ✔  |
| Victorious Boxers: Revolution Victorious Boxers: ChallengePAL                                      |                                                  | AQ InteractiveJP Xseed GamesNA UbisoftPAL                                            | 2007 | ✔  | ✔   | ✔  |
| Victorius: Talking the Lead                                                                        |                                                  |                                                                                      |      |    |     |    |
| Virtua Tennis 2009                                                                                 | Sumo Digital                                     | Sega                                                                                 | 2009 |    | ✔   | ✔  |
| Virtua Tennis 4                                                                                    |                                                  |                                                                                      |      |    |     |    |
| Wacky Races: Crash & Dash                                                                          |                                                  | Warner Bros. Interactive                                                             | 2008 |    | ✔   | ✔  |
| Wacky World of Sports                                                                              |                                                  | Sega                                                                                 | 2009 | ✔  | ✔   | ✔  |
| Walk It Out!                                                                                       |                                                  | Konami                                                                               | 2010 |    |     | ✔  |
| WALL-E                                                                                             |                                                  | THQ                                                                                  | 2008 | ✔  | ✔   | ✔  |
| Wario Land: Shake It!NA Wario Land: The Shake DimensionPAL                                         | Good Feel                                        | Nintendo                                                                             | 2008 | ✔  | ✔   | ✔  |
| WarioWare: Smooth Moves                                                                            | Nintendo Intelligent Systems                     | Nintendo                                                                             | 2006 | ✔  | ✔   | ✔  |
| Water Sports                                                                                       |                                                  | GameMill Publishing                                                                  | 2009 |    |     | ✔  |
| We Cheer                                                                                           |                                                  | Namco Bandai                                                                         | 2008 | ✔  | ✔   | ✔  |
| We Cheer 2                                                                                         |                                                  | Namco Bandai                                                                         | 2009 |    |     | ✔  |
| We Love Golf!                                                                                      | Camelot Software Planning                        | Capcom                                                                               | 2007 | ✔  | ✔   | ✔  |
| We Ski Family SkiPAL                                                                               | Namco                                            | Namco Bandai                                                                         | 2008 | ✔  | ✔   | ✔  |
| We Ski & Snowboard                                                                                 | Namco                                            | Namco Bandai                                                                         | 2008 | ✔  |     | ✔  |
| We Wish You a Merry Christmas                                                                      |                                                  | Destineer                                                                            | 2009 |    |     | ✔  |
| Wheel of Fortune                                                                                   |                                                  |                                                                                      |      |    |     |    |
| Where's Waldo: The Fantastic Journey                                                               |                                                  | Ubisoft                                                                              | 2009 |    |     | ✔  |
| Where The Wild Things Are                                                                          |                                                  | Warner Bros. Interactive                                                             | 2009 |    |     | ✔  |
| Who Wants to Be a Millionaire?                                                                     |                                                  | Ubisoft                                                                              | 2007 |    | ✔   |    |
| Who Wants to Be a Millionaire? 2nd Edition                                                         |                                                  | Ubisoft                                                                              | 2008 |    | ✔   |    |
| Wi-Fi Taiou Genzen Table Games                                                                     |                                                  | Hudson Soft                                                                          | 2008 | ✔  |     |    |
| Wii Chess                                                                                          |                                                  | Nintendo                                                                             | 2008 |    | ✔   |    |
| Wicked Monster                                                                                     |                                                  |                                                                                      |      |    |     |    |
| Wii Fit                                                                                            | Nintendo                                         | Nintendo                                                                             | 2007 | ✔  | ✔   | ✔  |
| Wii Fit Plus                                                                                       | Nintendo                                         | Nintendo                                                                             | 2009 | ✔  | ✔   | ✔  |
| Wii Music                                                                                          | Nintendo                                         | Nintendo                                                                             | 2008 | ✔  | ✔   | ✔  |
| Wii Play                                                                                           | Nintendo                                         | Nintendo                                                                             | 2006 | ✔  | ✔   | ✔  |
| Wii Play: Motion                                                                                   | Nintendo                                         | Nintendo                                                                             | 2011 | ✔  | ✔   | ✔  |
| Wii Party                                                                                          | Nintendo                                         | Nintendo                                                                             | 2010 | ✔  | ✔   | ✔  |
| Wii Sports                                                                                         | Nintendo                                         | Nintendo                                                                             | 2006 | ✔  | ✔   | ✔  |
| Wii Sports Resort                                                                                  | Nintendo                                         | Nintendo                                                                             | 2009 | ✔  | ✔   | ✔  |
| Wild Earth: African Safari                                                                         |                                                  | Majesco                                                                              | 2008 |    | ✔   | ✔  |
| Wing Island                                                                                        | Hudson Soft                                      | Hudson Soft NintendoPAL                                                              | 2006 | ✔  | ✔   | ✔  |
| Winning Post 7 Maximum 2008                                                                        |                                                  | Koei                                                                                 | 2008 | ✔  |     |    |
| Winning Post World                                                                                 |                                                  | Koei                                                                                 | 2009 | ✔  |     |    |
| Winter Sports: The Ultimate Challenge Winter Sports 2008: The Ultimate ChallengePAL                |                                                  | Conspiracy EntertainmentNA RTL GamesPAL                                              | 2007 |    | ✔   | ✔  |
| Winter Sports 2: The Next Challenge Winter Sports 2009: The Next ChallengePAL                      |                                                  | Conspiracy EntertainmentNA RTL GamesPAL                                              | 2008 | ✔  | ✔   | ✔  |
| Winter Sports 2010: The Great TournamentPAL                                                        |                                                  | RTL GamesPAL                                                                         | 2009 |    | ✔   |    |
| Wipeout 2                                                                                          |                                                  |                                                                                      |      |    |     |    |
| Wipeout 3                                                                                          |                                                  |                                                                                      |      |    |     |    |
| Wipeout: The Game                                                                                  |                                                  |                                                                                      |      |    |     |    |
| Wonder World Amusement Park                                                                        |                                                  | Majesco                                                                              | 2008 |    | ✔   | ✔  |
| Word Jong Party                                                                                    |                                                  | Destineer                                                                            | 2008 |    |     | ✔  |
| World Championship Athletics                                                                       |                                                  | Conspiracy Entertainment                                                             | 2009 |    |     | ✔  |
| World Championship Poker: Featuring Howard Lederer "All In"                                        |                                                  | Crave Entertainment 505 GamesPAL                                                     | 2007 |    | ✔   | ✔  |
| The World of Golden Eggs: Nori Nori Rhythm-kei                                                     |                                                  | AQ Interactive                                                                       | 2008 | ✔  |     |    |
| World Of Zoo                                                                                       |                                                  | THQ                                                                                  | 2009 |    |     | ✔  |
| World Party Games                                                                                  |                                                  | Dreamcatcher                                                                         | 2010 |    |     | ✔  |
| World Series of Poker: Tournament of Champions                                                     |                                                  | Activision                                                                           | 2006 |    | ✔   | ✔  |
| World Sports Party                                                                                 |                                                  | Ubisoft                                                                              | 2008 |    | ✔   | ✔  |
| Worms: A Space Oddity                                                                              |                                                  | THQ                                                                                  | 2008 |    | ✔   | ✔  |
| Wreck-it Ralph                                                                                     |                                                  |                                                                                      |      |    |     |    |
| WSC Real 08: World Snooker Championship                                                            |                                                  | Koch Media                                                                           | 2008 |    | ✔   |    |
| WSC Real 2009: World Snooker Championship                                                          |                                                  | Blade Interactive Studios                                                            | 2010 |    | ✔   |    |
| WWE '12                                                                                            |                                                  |                                                                                      |      |    |     |    |
| WWE '13                                                                                            |                                                  |                                                                                      |      |    |     |    |
| WWE All Star                                                                                       |                                                  |                                                                                      |      |    |     |    |
| WWE SmackDown vs. Raw 2008                                                                         |                                                  | THQ                                                                                  | 2007 | ✔  | ✔   | ✔  |
| WWE SmackDown vs. Raw 2009                                                                         |                                                  | THQ                                                                                  | 2008 | ✔  | ✔   | ✔  |
| WWE SmackDown vs. Raw 2010                                                                         |                                                  | THQ                                                                                  | 2009 |    | ✔   | ✔  |
| WWE SmackDown vs. Raw 2011                                                                         |                                                  |                                                                                      |      |    |     |    |
| WWII Aces                                                                                          |                                                  | Destineer                                                                            | 2008 |    |     | ✔  |
| X-Men Destiny                                                                                      |                                                  |                                                                                      |      |    |     |    |
| X-Men Origins: Wolverine                                                                           |                                                  | Activision                                                                           | 2009 |    | ✔   | ✔  |
| Xenoblade Chronicles                                                                               |                                                  |                                                                                      |      |    |     |    |
| Yamaha Supercross                                                                                  |                                                  | Zoo Games                                                                            | 2008 |    | ✔   | ✔  |
| Yoga: The First 100% Experience                                                                    |                                                  | Dreamcatcher                                                                         | 2009 |    |     | ✔  |
| You Dont Know Jack                                                                                 |                                                  |                                                                                      |      |    |     |    |
| Your Shape                                                                                         |                                                  | Ubisoft                                                                              | 2009 |    | ✔   | ✔  |
| Yu-Gi-Oh 5D's: Wheelie Breakers                                                                    |                                                  | Konami                                                                               | 2009 | ✔  | ✔   | ✔  |
| Zack & Wiki: Quest for Barbaros' Treasure                                                          | Capcom                                           | Capcom NintendoPAL                                                                   | 2007 | ✔  | ✔   | ✔  |
| Zangeki no REGINLEIV                                                                               | Sandlot                                          | Nintendo                                                                             | 2010 | ✔  |     |    |
| Zenkoku Dekotora Matsuri                                                                           |                                                  | Jaleco                                                                               | 2009 | ✔  |     |    |
| Zero: Tsukihami no Kamen                                                                           | Tecmo Grasshopper Manufacture                    | Nintendo                                                                             | 2008 | ✔  |     |    |
| Zooptastic Hospital                                                                                |                                                  | Majesco                                                                              | 2008 |    | ✔   | ✔  |
| Zumba Fitness                                                                                      |                                                  | Majesco                                                                              | 2010 |    | ✔   | ✔  |
| Zumba Fitness 2                                                                                    |                                                  | Majesco                                                                              | 2011 |    | ✔   | ✔  |
| Zumba Fitness Core                                                                                 |                                                  | Majesco                                                                              | 2012 |    | ✔   | ✔  |
| Zumba Fitness Core 2                                                                               |                                                  |                                                                                      |      |    |     |    |
| Zumba Fitness World Party                                                                          |                                                  |                                                                                      |      |    |     |    |
| Zumba Kids                                                                                         |                                                  | Majesco                                                                              |      |    |     | ✔  |